# M46 (танк)
M46 (англ. Medium Tank M46) — средний танк США второй половины 1940-х годов. Имел также название «Генерал Паттон» (англ. General Patton) в честь Джорджа Паттона, обычно сокращающееся до «Паттон». Первый танк, созданный в США после окончания Второй мировой войны, M46 был разработан в 1948—1949 годах и представлял собой модернизированный танк M26 времён войны. M46 отличался от своего предшественника прежде всего новой силовой установкой и считается первым в линии «Паттонов» — средних и основных боевых танков США, производившихся до начала 1980-х годов.
M46 серийно производился в 1949—1951 годах, всего было выпущено 1168 танков этого типа в двух модификациях. Шасси M46 использовалось также при разработке ряда специализированных бронемашин, ни одна из которых не была, однако, запущена в серийное производство. M46 активно использовались войсками США в Корейской войне 1950—1953 годов, а также состояли на вооружении американских войск в Европе. До 1952 года M46 являлся основным танком США, но с появлением более совершенного танка M47 «Паттон II», полученного путём установки башни опытного танка T42 на модифицированное шасси M46, был вскоре вытеснен им в войсках и полностью снят с вооружения в конце 1950-х — начале 1960-х годов. На экспорт M46 не поставлялись, за исключением временной передачи 8 танков Бельгии для подготовки экипажей.

## История создания

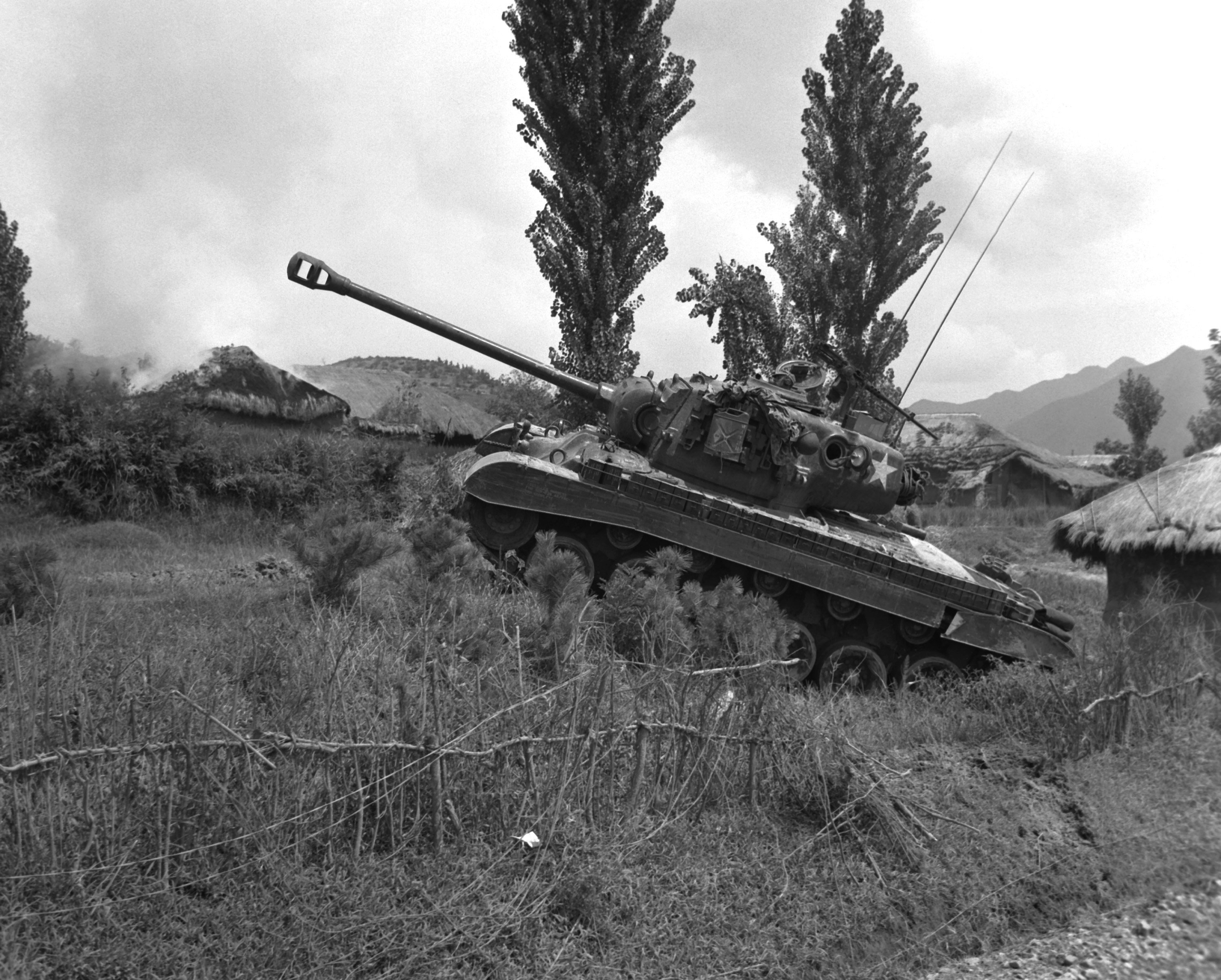
Средний танк M26

На момент окончания Второй мировой войны наиболее современным танком на вооружении США являлся M26. Разработанный на завершающем периоде войны в качестве нового среднего танка, он был для поднятия боевого духа войск временно переклассифицирован в тяжёлый в связи с практическим отсутствием пригодных к бою тяжёлых танков, но после войны в мае 1946 года был возвращён к прежней классификации. Всего в ходе серийного производства, завершившегося в октябре 1945 года, было произведено 2212 M26, по окончании войны оставшимися наиболее мощными танками на вооружении США, хотя в численном отношении основу американских бронетанковых войск продолжали составлять намного более многочисленные M4.
Ещё с января 1945 года в рамках программы по созданию танков для послевоенного периода, прорабатывался проект 45-тонного среднего танка, который должен был иметь лобовую броню, эквивалентную 203 мм, стабилизированную в двух плоскостях 76-мм пушку, способную на расстоянии 900 метров пробить 203-мм броню с наклоном в 30° и снабжённую оптическим дальномером. Планировалась также разработка танкового радиодальномера и баллистического вычислителя, автомата заряжания к орудию и специальных танковых двигателей — газотурбинных и многотопливных поршневых. В реальности же окончание войны повлекло за собой и резкое сокращение военных расходов. При этом, основные усилия военных и основная часть доступного финансирования были сосредоточены на развитии ядерного оружия, в роли носителей которого выступали ВВС и ВМС. Армии же доставалась сравнительно малая часть финансирования, как из-за отсутствия у неё роли в ядерных силах, так и из-за неопределённости взглядов на будущее сухопутных войск в условиях ядерной войны.
Тем не менее, стоявший на вооружении M26 не полностью удовлетворял военных; наибольшие нарекания вызывала его низкая подвижность, вызванная применением недостаточно мощного двигателя Ford GAF, обеспечивавшего 42-тонному танку удельную мощность лишь в 10,8 л. с./т. Кроме этого, неудовлетворительными считались маневренность танка и его запас хода. В условиях отсутствия средств на разработку и постановку в производство нового, более совершенного танка, было решено ограничиться усовершенствованием M26. Для решения проблемы подвижности был использован новый специализированный танковый двигатель воздушного охлаждения AV-1790, разработанный фирмой Continental Motors, в сочетании с гидромеханической трансмиссией CD-850. При несколько меньшей длине силовой установки, AV-1790 развивал мощность в 704 (810) л. с. против 450 (500) у старого двигателя, а трансмиссия CD-850 обеспечивала более эффективное маневрирование. Такая силовая установка ранее уже была испытана на серии опытных тяжёлых танков T29, разрабатывавшихся в период войны и первые послевоенные годы. Программа модернизации M26 была инициирована в январе 1948 года. Для установки в среднем танке двигатель и трансмиссия тестировались в модернизированном M26, получившем обозначение M26E2 и доставленном на Абердинский полигон в мае 1948 года. Испытания M26E2 выявили многочисленные проблемы с надёжностью новой силовой установки, обычные при разработке полностью нового оборудования, но в целом, результат их был сочтён положительным. На модернизированный танк предполагалось установить более мощную 90-мм пушку T54, обеспечивавшую калиберному бронебойному снаряду начальную скорость в 975 м/с против 853 у старой M3. Как вариант, рассматривалась также установка 76,2-мм пушки с длиной ствола 70 калибров и баллистикой морского зенитного орудия. Однако весной 1948 года было решено оставить старое орудие, ограничившись его модернизацией в виде установки эжектора и нового дульного тормоза, а также введением более совершенных прицелов. Причиной этого стало предполагавшееся отсутствие столь мощно бронированных потенциальных целей, которые бы оправдывали введение новой пушки с более длинными и тяжёлыми выстрелами.

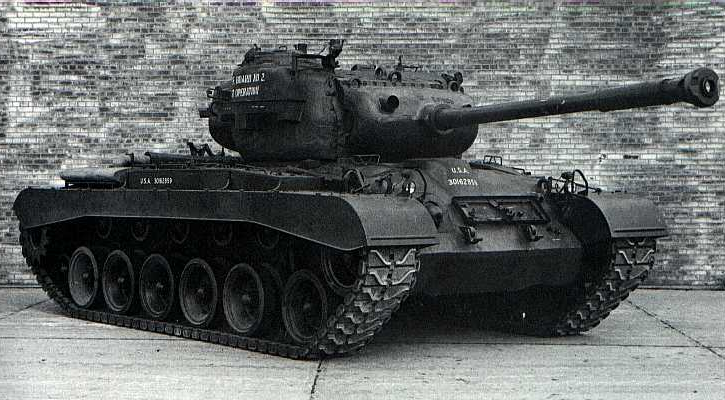
Четвёртый образец T40 на испытаниях в Форт-Ноксе

Ухудшение международной обстановки к концу 1940-х годов вызвало некоторое повышение приоритета, отводимого танковой программе и в рамках средств, выделенных на 1948 год, была запланирована постройка серии из 10 опытных образцов нового танка, которому присвоили обозначение T40. От M26 будущий танк отличался новой силовой установкой и связанным с воздушным охлаждением двигателя изменением крыши моторно-трансмиссионного отделения, которая практически полностью стала состоять из жалюзи. Кроме этого, выхлопные трубы вместо кормового листа были выведены в крышу и в корму танка, через установленные на надгусеничных полках глушители. В ходовой части между последним опорным катком и ведущим колесом был добавлен каток малого диаметра, служивший для сохранения натяжения гусеницы при поворотах. Кроме этого танк получил модернизированную пушку и прицельные и наблюдательные приборы, но внешним отличительным признаком это не являлось, так как часть M26 была впоследствии тоже перевооружена этими орудиями.
Прототипы собирались Детройтским арсеналом. Второй опытный образец T40 прибыл на Абердинский полигон 2 августа 1949 года и был использован для технических испытаний, а третий образец, прибывший 8 сентября, был нагружен до боевой массы в 43,4 тонны и поступил на длительные испытания надёжности. Остальные семь T40 тоже были использованы в различных испытательных программах на Абердинском полигоне, Детройтском арсенале и в Форт-Ноксе, а последний образец был оставлен на заводе для переоборудования в прототип бронированной инженерной машины T39. Восемь из прибывших на полигон прототипов были позднее возвращены на завод и модернизированы до стандарта M46A1, а оставшийся был переделан для испытаний силовой установки для перспективного среднего танка T42. По результатам испытаний, протоколом Комитета Вооружений № 32312 от 30 июля 1949 года T40 был стандартизирован под обозначением средний танк M46 (англ. Medium Tank M46). Тем же протоколом M46 было присвоено название «Генерал Паттон» (англ. General Patton) в честь генерала Джорджа Паттона. M46 стал первым танком США, получившим помимо индекса официальное название.

## Серийное производство

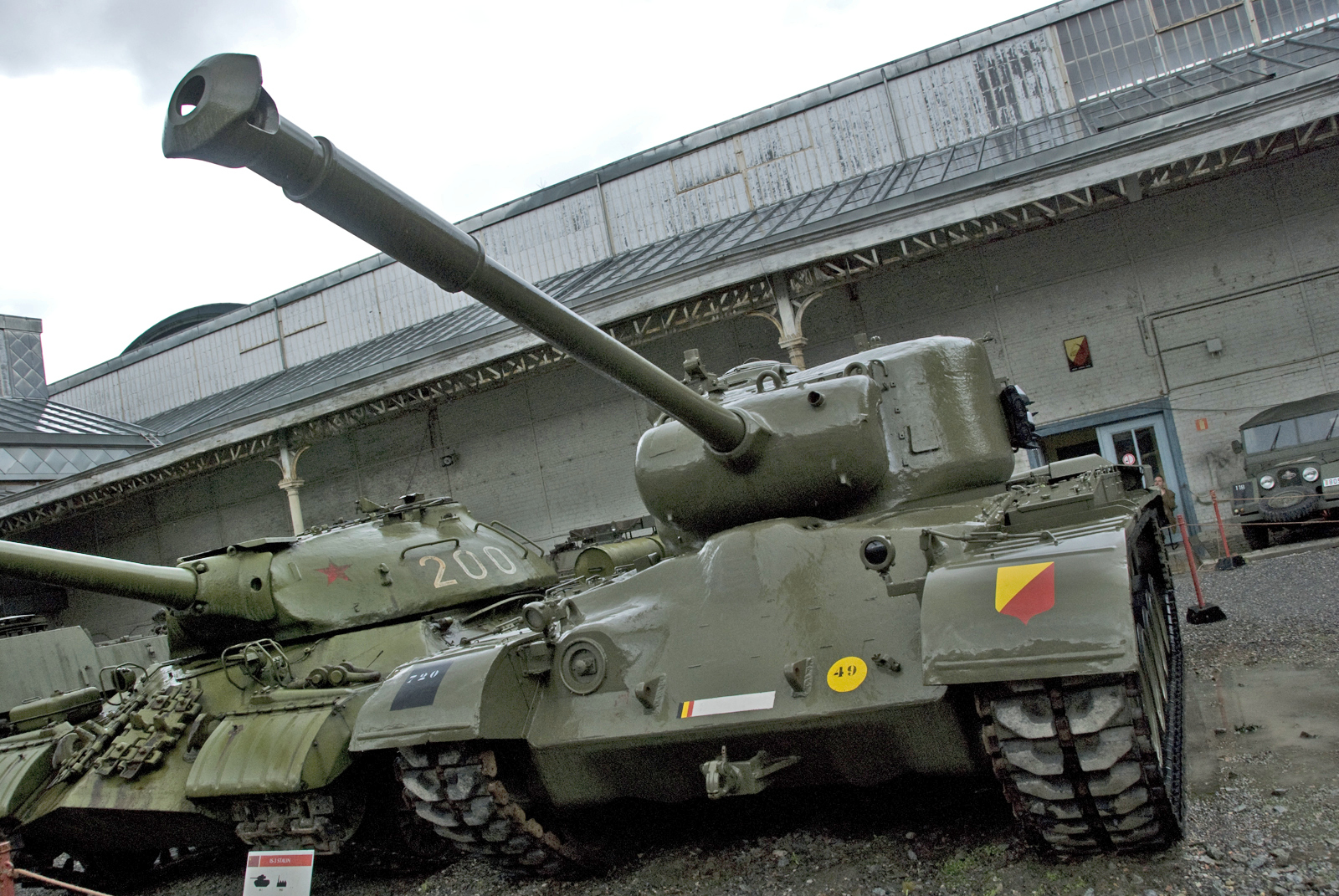
M46A1 в Музее Армии в Брюсселе

С принятием на вооружение M46, средства на строительство первой серии из 800 танков были включены в бюджет 1949 года. Помимо этого, планировалось в 1950 году модернизировать 1215 M26 до стандарта M46. Производство M46 осуществлялось Детройтским арсеналом. Первые серийные танки были отправлены на Абердинский полигон в начале ноября 1949 года, а к июню 1950 года, когда началась Корейская война, были выпущены уже 319 M46. По некоторым данным, при производстве M46 использовался задел броневых корпусов и башен танков M26, оставшийся после прекращения производства последних с окончанием войны. Серийные M46 были практически идентичны T40, отличаясь лишь круглыми лючками для доступа к трансмиссии вместо квадратных. Однако начало Корейской войны помешало планам переоборудования M26, срочно потребовавшихся для усиления войск как в Корее, так и в Европе, на случай разрастания масштабов конфликта, что представлялось в то время вероятным. В ходе серийного производства M46 трансмиссия CD-850-3 была заменена на CD-850-4, а передаточное число бортовых передач уменьшено с 3,95:1 до 4,47:1.
Несмотря на срыв планов переоборудования M26, выдача дополнительных заказов на производство M46, считавшегося к тому времени во многом устаревшими, не планировалась. Но работы по перспективному танку T42 были прекращены, а подготовка к производству переходного танка, будущего M47, требовала времени. Кроме того, по результатам полигонных испытаний и опыта эксплуатации в войсках был накоплен ряд предложений по усовершенствованию M46 без внесения в его конструкцию глубоких изменений. В этих условиях, в феврале 1951 года было решено выдать заказ на производство с 1 апреля того же года 360 улучшенных M46, которым позднее был присвоен индекс M46A1 во избежание возникновения путаницы между обеими версиями. M46A1 отличался от первой модификации установкой модифицированного двигателя AV-1790-5B, улучшенной системы охлаждения масла, более эффективных тормозов и противопожарного оборудования, новой панели приборов механика-водителя и оптимизированной схемой электропроводки корпуса и башни. Внешне M46 и M46A1 были идентичны и различимы лишь по заводским номерам, у M46A1 начинавшихся с № 30163849.

## Конструкция

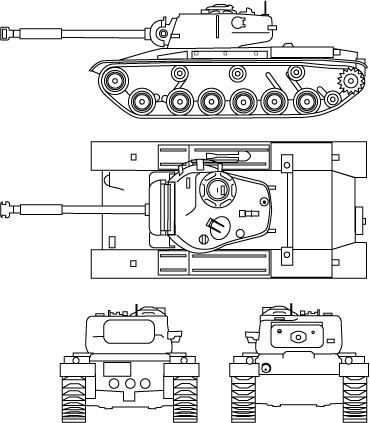
Общий вид M46

M46 имел классическую компоновку, с расположением моторно-трансмиссионного отделения в кормовой части, а боевого отделения и отделения управления — в лобовой части машины. Экипаж танка состоял из пяти человек: командира, наводчика, заряжающего, механика-водителя и помощника водителя.

### Броневой корпус и башня
M46 имел противоснарядную дифференцированную броневую защиту. Броневой корпус танка собирался при помощи сварки из литых и катаных деталей гомогенной броневой стали. Лобовая часть корпуса и крыша отделения управления представляли собой цельную отливку. Толщина верхней её части составляла 102 мм при угле наклона 46° к вертикали, а выступа в районе вентилятора — 140 мм при угле наклона в 25°. В нижней части толщина детали составляла 76 мм при наклоне в 53°. Из нескольких литых деталей собиралось также подбашенное кольцо и верхняя часть бортов в районе боевого отделения, остальная же часть бортов собиралась из катаных бронелистов. Борта корпуса, как в литой, так и катаной части, имели толщину 76 мм в районе отделения управления и боевого отделения и 51 мм в районе моторно-трансмиссионного отделения. Корма корпуса состояла из двух катаных бронелистов: вертикального верхнего толщиной 51 мм и нижнего, имевшего толщину 20 мм и наклон 62°. Днище корпуса по всей длине имело корытообразную форму и собиралось катаных листов толщиной 25 мм под отделением управления и 13 мм — под моторно-трансмиссионным отделением. Крыша корпуса имела толщину 22 мм, но над моторно-трансмиссионным отделением почти полностью состояла из жалюзи. Толщины литых деталей, из-за недостатков литейной технологии, на практике могли иметь колебания, доходившие до нескольких миллиметров для наиболее толстой лобовой детали.
Цельнолитая башня M46 имела цилиндрическую форму с лёгкой конусностью, развитой кормовой нишей и заманом на всём протяжении бортов и кормы. Лобовая часть башни имела приведённую толщину 102 мм, борта и корма — 76 мм, с незначительными углами наклона: 0…5° для левого борта, 5…8° для правого и 0…5° для кормы. Крыша башни имела толщину 25 мм. Литая маска орудия состояла из неподвижной части, крепившейся болтами ко лбу башни и подвижной, имевшей цилиндрическую форму и толщину 114 мм.
Для посадки и высадки механик-водитель и помощник водителя имели индивидуальные люки в крыше отделения управления, у командира и наводчика имелся общий люк в командирской башенке, а заряжающий располагал овальным люком в крыше башни. Кроме этого, в полу отделения управления имелся люк для экстренного покидания танка. В левом борту башни размещался круглый лючок для стрельбы из личного оружия, который мог также использоваться заряжающим для выброса стреляных гильз. Доступ к агрегатам двигателя и трансмиссии осуществлялся через откидные листы в крыше моторно-трансмиссионного отделения и три круглых лючка в верхнем кормовом листе; снятие и установка двигателя производились при снятой крыше моторно-трансмиссионного отделения и развёрнутой по борту башне.

#### Противопожарное оборудование
На M46 устанавливалась стационарная углекислотная противопожарная система однократного действия, состоявшая из трёх баллонов ёмкостью по 5,9 литра, установленных между сидениями механика-водителя и соединённых трубами с находящимися в моторно-трансмиссионном отделении соплами. Система управлялась в ручном режиме, при котором все три баллона последовательно разряжались при нажатии рукояти в отделении управления или резервной внешней рукояти, расположенной позади люка помощника водителя. Кроме этого, при превышении давления в баллонах из-за их перегрева при пожаре, срабатывали клапаны, разряжавшие систему в боевое отделение. Кроме этого танк комплектовался двумя переносными 2,35-литровыми углекислотными огнетушителями.

### Вооружение

#### Пушечное вооружение
Основное вооружение M46 составляла 90-мм нарезная полуавтоматическая пушка M3A1 с максимальной дульной энергией 3,93 МДж / 401 тс·м. Орудие имело ствол-моноблок длиной 50 калибров / 4500 мм, снабжённый эжектором и однокамерным дульным тормозом и вертикальный клиновой затвор. Для уравновешивания и обеспечения плавности наведения в вертикальной плоскости M3A1 снабжалась компенсатором пружинного типа. Техническая скорострельность орудия составляла 8 выстрелов в минуту. Позднее на M46 устанавливалась также усовершенствованная модификация орудия, M3A2, отличавшаяся лишь улучшенной технологией производства, увеличивавшей срок службы ствола и расширявшей с −40 °C до −54 °C безопасный температурный диапазон стрельбы. Пушка размещалась в спаренной установке M73, устанавливавшейся на цапфах в лобовой части башни и имевшей углы наведения в вертикальной плоскости от −10° до +20°.

##### Боеприпасы и баллистика
Штатный боекомплект M46 состоял из 70 унитарных выстрелов. Все выстрелы размещались в боевом отделении ниже уровня башенного кольца: 10 — в вертикальной укладке первой очереди с левой стороны башни, по 3 — в хомутиковых укладках на бортах корпуса, а остальные 54 — в ящиках на полу боевого отделения. Ассортимент боеприпасов M3A1 на протяжении большей части её активной службы составляли снаряды, разработанные ещё в период Второй мировой войны: сплошной и каморный калиберные бронебойные снаряды M77 и M82; подкалиберный снаряд M304 — катушечного типа, обтекаемый, с алюминиевым корпусом и сердечником из карбида вольфрама и осколочно-фугасный снаряд M71. Позднее к ней были созданы сплошной калиберный снаряд M318 и облегчённый подкалиберный снаряд M332, обладавшие повышенной бронепробиваемостью, а также оперённый кумулятивный T108E46 и дымовой M313.
| Боеприпасы пушки M3A1                                                            |                      |                    |                    |                   |                                    |                                      |                       |                            |
| Тип снаряда                                                                      | Марка снаряда        | Длина выстрела, мм | Масса выстрела, кг | Масса снаряда, кг | Масса ВВ, г                        | Марка взрывателя                     | Дульная скорость, м/с | Год принятия на вооружение |
| Бронебойные снаряды                                                              |                      |                    |                    |                   |                                    |                                      |                       |                            |
| бронебойный остроголовый сплошной, трассирующий                                  | AP-T M77 Shot        | 832                | 19,04              | н/д               | —                                  | —                                    | 821                   |                            |
| бронебойный остроголовый с защитным и баллистическим наконечниками, трассирующий | APC-T M82 Projectile | 971                | 19,87              | 10,92             | 140 (пикрат аммония)               | BD или M68 или M68A1                 | 851                   |                            |
| бронебойный сплошной остроголовый с баллистическим наконечником, трассирующий    | AP-T M318 Shot       | 951                | 19,92              | 10,95             | —                                  | —                                    | 853                   | 1958                       |
| бронебойный подкалиберный, трассирующий                                          | HVAP-T M304 Shot     | н/д                | 16,82              | 7,61              | —                                  | —                                    | 1021                  |                            |
| бронебойный подкалиберный обтекаемой формы, трассирующий                         | HVAP-T M332 Shot     | 912                | 14,74              | 5,64              | —                                  | —                                    | 1178                  |                            |
| кумулятивный оперённый, трассирующий                                             | HEAT-T T108E46 Shell |                    | 15,76              | 6,50              | н/д (Composition B)                | н/д                                  | 853                   |                            |
| Осколочно-фугасные снаряды                                                       |                      |                    |                    |                   |                                    |                                      |                       |                            |
| стальная цельнокорпусная осколочно-фугасная граната                              | HE M71 Shell         | 951                | 18,66—18,99        | 10,55             | 974 (Composition B)                | PD или M51A5; M557; MTSQ; M520; M564 | 823                   |                            |
| Дымовые снаряды                                                                  |                      |                    |                    |                   |                                    |                                      |                       |                            |
| дымовой                                                                          | WP M313 Shell        | 951                | 19,26              | 10,71             | 65 (тетритол) + 892 (белый фосфор) | PD или M48A3; M57; MTSQ; M501        | 821                   | 1959                       |
| Учебные снаряды                                                                  |                      |                    |                    |                   |                                    |                                      |                       |                            |
| учебно-тренировочный сплошной, трассирующий                                      | HVTP-T M333 Shot     |                    | 14,63              | 5,53              | —                                  | —                                    | 1178                  |                            |

| Таблица бронепробиваемости для M3 |     |      |      |      |
| Снаряд \ Расстояние, м | 500 | 1000 | 1500 | 2000 |
| M82 Projectile |     |      |      |      |
| (гомогенная броня, угол встречи 60°) | 129 | 122  | 114  | 106  |
| M304 Shot |     |      |      |      |
| (гомогенная броня, угол встречи 60°) | 221 | 199  | 176  | 156  |
| Следует помнить, что в разное время и в разных странах использовались различные методики определения бронепробиваемости. Как следствие, прямое сравнение с аналогичными данными других орудий часто оказывается невозможным. |     |      |      |      |

##### Система управления огнём
Для наведения на цель спаренной установки при стрельбе прямой наводкой на M46 использовались перископический оптический прицел M10F и дублирующий телескопический M46 (T152) или T40. M10F имел две оптические ветви: прицел-смотровой прибор, использовавшийся для обзора местности и наведения на малых дистанциях, имевший увеличение 1× и поле зрения в 42° 20′ по горизонтали и 8° 10′ по вертикали, и монокулярный прицел, применявшийся для наведения на больших дистанциях и имевший увеличение 6× и поле зрения в 10° 20′. Прицельные сетки обеих ветвей имели шкалы для стрельбы бронебойным снарядом M82 на дистанцию до 1400 метров для однократного и до 4600 метров для шестикратного увеличения. Телескопический прицел предназначался лишь для использования в качестве дублирующего и имел сравнительно примитивную конструкцию, без оптического шарнира и с постоянным увеличением. Для стрельбы с закрытых позиций танк оборудовался азимутальным указателем M20 и квадрантом возвышения M9, а также артиллерийским квадрантом M1, служившим для подстройки квадранта возвышения.
Наведение спаренной установки в горизонтальной плоскости производилось поворотом башни, осуществлявшимся электрогидравлическим механизмом, обеспечивавшим скорость поворота, по разным данным, до 20—23° или до 24° в секунду, продублированным ручным приводом. Наведение в вертикальной плоскости осуществлялось только вручную, при помощи винтового механизма.

#### Пулемётное и вспомогательное вооружение

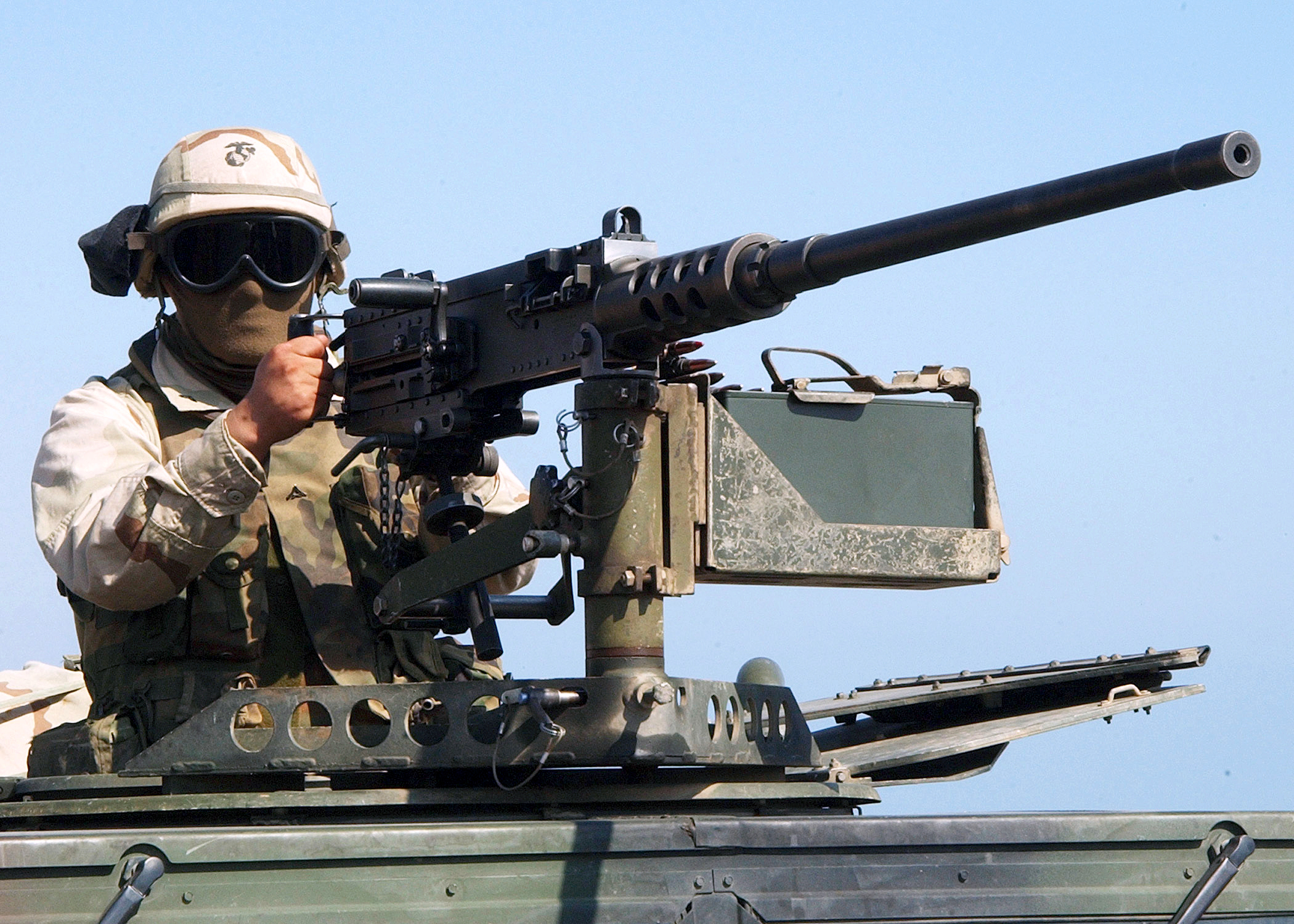
M2HB в турельной установке

Пулемётное вооружение M46 составляли два 7,62-мм пулемёта M1919A4, спаренный и курсовой, и 12,7-мм зенитный пулемёт M2HB. Находившийся в спаренной установке пулемёт имел общие с пушкой прицельные устройства и углы наведения, курсовой же пулемёт размещался в шаровой установке в лобовой детали корпуса и имел углы наведения от −10° до +24° в вертикальной плоскости и ограниченные углы наведения в горизонтальной. При этом прицел у курсового пулемёта отсутствовал вовсе в связи с низким расположением установки относительно стрелка, и корректировка стрельбы осуществлялась через перископический смотровой прибор помощника водителя по трассирующим пулям. Стрельба из спаренного пулемёта также велась с глазомерной наводкой, так как прицельные сетки для пулемёта в прицелах спаренной установки отсутствовали. Боекомплект 7,62-мм пулемётов составлял 5500 патронов в 22 магазин-коробках с лентами на 250 патронов.
12,7-мм пулемёт снабжался диоптрическим прицелом и размещался в съёмной вертлюжной турельной установке, на стойке впереди или позади люка командира, чтобы обеспечивать стрельбу, соответственно, в лобовом или кормовом секторах. Хотя пулемёт предназначался для использования в качестве зенитного, в реальности чаще всего он применялся как оружие с высокой маневренностью огня для стрельбы по наземным целям. Стрельбу из пулемёта командир вёл, стоя в открытом люке, что делало его уязвимым для стрелкового оружия. Боекомплект M2 составлял 550 патронов в 5 магазин-коробках с лентами по 110 патронов, однако в условиях Корейской войны экипажи нередко загружали и большее их количество. Кроме этого, в ходе войны некоторые экипажи заменяли одиночный зенитный пулемёт на спаренную 12,7-мм установки, а иногда и заменяли 7,62-мм курсовой пулемёт на 12,7-мм M2, предпочитая последний из-за лучшей точности на бо́льших дистанциях и большего поражающего действия.
Для ближней самообороны экипажа танк комплектовался 11,43-мм пистолетом-пулемётом M3A1 со 180 патронами к нему в шести коробчатых магазинах и 7,62-мм автоматическим карабином M2 с 90 патронами к нему в трёх магазинах и с дульным гранатомётом, а также двенадцатью ручными гранатами.

### Средства наблюдения

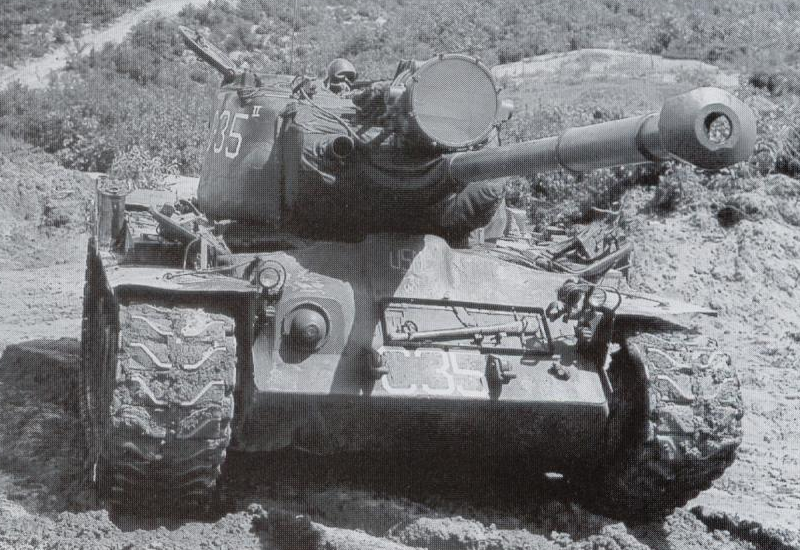
M46, оборудованный прожектором

Командир танка в небоевых условиях обычно вёл наблюдение за местностью, стоя в открытом люке. Для обзора в бою он располагал поворотным бинокулярным перископическим смотровым прибором M15A1 в крышке люка и шестью смотровыми приборами, расположенными по периметру командирской башенки и дававшими ему круговой обзор. Водитель и помощник водителя на марше также могли вести наблюдение через свои люки, для наблюдения в бою же они, как и заряжающий, имели по одному поворотному перископическому прибору однократного увеличения M13. M13 имели пластиковые корпуса, рассчитанные на то, чтобы при попадании пули или крупного осколка их головка разрушалась полностью, не мешая извлечению прибора из шахты для замены.
Разработка активных инфракрасных приборов ночного видения велась в США с конца 1940-х годов, однако на серийные M46 они не устанавливались. В ходе Корейской войны на часть танков с 1952 года устанавливались прожекторы диаметром 457 мм, крепившиеся над стволом пушки и снабжённые регулятором длительности работы, автоматически отключавшим их для затруднения определения местоположения прожектора.

### Средства связи
Для внешней связи на M46 устанавливались стандартные танковые радиостанции линейки AN/GRC-3 — AN/GRC-8. На танках ранних выпусков устанавливались также старые танковые радиостанции SCR 508 или SCR 528 в сочетании с SCR 608B или AN/VRC-3 служившей для связи с пехотой. Все радиостанции размещались в кормовой нише башни. В состав устанавливавшейся на большинстве танков AN/GRC-3 — AN/GRC-8 входили: «Набор A» — приёмопередатчик, предназначавшийся для связи между танками, в зависимости от радиостанции — модификаций RT-66/GRC, RT-67/GRC или RT-68/GRC, различавшихся лишь рабочими диапазонами частот; «Набор B» — приёмопередатчик RT-70/GRC, предназначенный для связи с пехотой; вспомогательный приёмник, в зависимости от модификации, R-108/GRC, R-109/GRC или R-110/GRC — идентичные за исключением соответствующих «набору A» рабочих диапазонов; блока C-435/GRC, служившего для прямой ретрансляции между наборами «A» и «B»; усилителя ТПУ AM-65/GRC, блока питания PP-112/GR и контрольных панелей C-375/VRC. Работа радиостанции осуществлялась через две расположенные на крыше башни штыревые антенны, отдельные для «набора A» и «набора B». Кроме радиосвязи, на корме танка устанавливался связанный с ТПУ комплект AN/VIA-1 для связи с пехотой сопровождения, состоявший из телефонной трубки на 12-метровом кабеле. На стоянке AN/VIA-1 мог также подключаться к линии полевого телефона. Максимальная дальность связи с однотипной радиостанцией на стандартную антенну для AN/GRC-3 — AN/GRC-8 составляла 32—40 км. Для внутренней связи M46 оборудовался танковым переговорным устройством (ТПУ) RC-99 на всех членов экипажа, интегрированным с танковой радиостанцией.

### Двигатель и трансмиссия

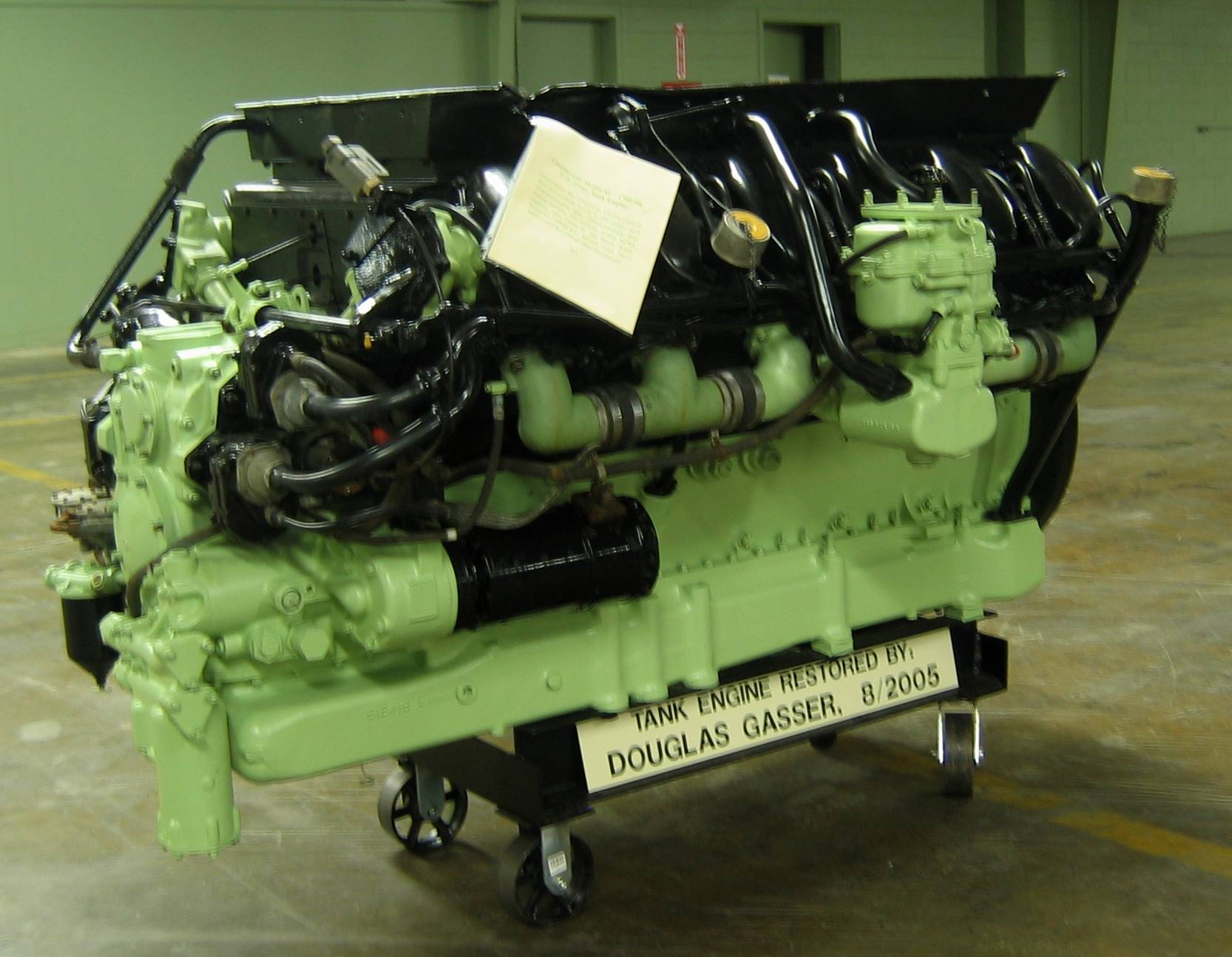
Двигатель AV-1790-5B

На M46 устанавливался V-образный 12-цилиндровый карбюраторный двигатель воздушного охлаждения, модели AV-1790-5, модификации AV-1790-5A на M46 и AV-17905B на M46A1. Оба варианта двигателя имели одинаковые характеристики и отличались лишь незначительными улучшениями вспомогательных систем, введёнными на AV-1790-5B. AV-1790-5 имел рабочий объём в 29 361 см³ и развивал максимальную мощность в 810 л. с. при 2800 об/мин и крутящий момент в 223 кг·м (2183 Нм) при 2200 об/мин, а при установке в танке полезные мощность и крутящий момент (с учётом затрат на привод вспомогательных систем двигателя) составляли 704 л. с. при 2800 об/мин и 199 кг·м (1952 Нм) при 2000 об/мин. Топливом для двигателя служил бензин с октановым числом не ниже 80. Двигатель размещался в моторном отделении вдоль продольной оси танка и был конструктивно объединён с трансмиссией в единый съёмный блок. Система охлаждения двигателя включала два расположенных над двигателем вентилятора, также по бортам двигателя были установлены два масляных радиатора с отдельными вентиляторами. Топливная система включала в себя два стальных топливных бака общей ёмкостью 878 литров, расположенных в передней части моторного отделения по бокам от двигателя.
Трансмиссия M46 — типа «кросс-драйв», гидромеханическая, модели CD-850-3 на M46 ранних выпусков и CD-850-4 на M46 поздних выпусков и M46A1. В состав трансмиссии входили:
- Первичный редуктор, установленный на двигателе.
- Комплексный гидротрансформатор: на CD-850-3 — комбинированный, с передачей части крутящего момента через гидротрансформатор и части — через прямую механическую передачу, на CD-850-4 — только с гидромеханической передачей.
- Планетарная гидромеханическая двухступенчатая (2+1) коробка передач.
- Механизм поворота по типу тройного дифференциала.
- Бортовые многодисковые тормоза.
- Бортовые передачи, с передаточным числом 3,95:1 у CD-850-3 и 4,47:1 у CD-850-4.

Управление поворотом осуществлялось при помощи качающейся рукоятки (англ. «Wobble stick»), связанной с механическим приводом. Танк имел двойные органы управления для водителя и помощника водителя, при этом одиночная приборная панель и расположенные рядом рукоятки располагались по продольной оси танка, между местами водителя и помощника. При отклонении рукоятки на первой и второй передачах поворот осуществлялся за счёт механизма поворота, на нейтрали включалось движение гусениц в разные стороны, что позволяло осуществлять разворот на месте.

### Ходовая часть
Ходовая часть M46 с каждого борта состояла из: шести сдвоенных обрезиненных опорных катков диаметром 660 мм, пяти сдвоенных обрезиненных поддерживающих катков, дополнительного катка, ленивца и ведущего колеса. Ленивец по конструкции был идентичен опорным каткам, а дополнительный каток — поддерживающим. Дополнительный каток, размещавшийся между последним опорным катком и ведущим колесом и имевший собственную торсионную подвеску, служил для поддержания натяжения гусеницы при поворотах танка и предотвращения её спадания. Подвеска опорных катков — индивидуальная, торсионная, с телескопическими гидравлическими амортизаторами на двух первых и двух последних катках, при этом первые катки сблокированы с ленивцем на общем балансире и имеют по два амортизатора. Ограничитель хода первых катков — пружинный, с полным ходом 65 мм, на остальных катках — резиновые буфера. Полный ход катков составляет 345 мм для первых катков и 300 мм для остальных. Жёсткость подвески — 200 кг/см для первых катков, 425 для шестых и 354 для остальных, при удельной потенциальной энергии в 530 мм, период колебаний — 1,2 с.
Гусеницы M46 — одногребневые, цевочного зацепления, стальные, с резинометаллическим шарниром, шириной 584 мм и с шагом 152 мм, с каждого борта состоявшие из 86 штампованных траков. Четыре запасных трака штатно возились на креплении на левом борту башни. На M46 применялись гусеницы типов T80E1 и T80E4 — со стальными грунтозацепами, а также появившегося к 1950 году типа T84E1 — с асфальтоходными резиновыми подушками и грунтозацепами.

## Навесное оборудование

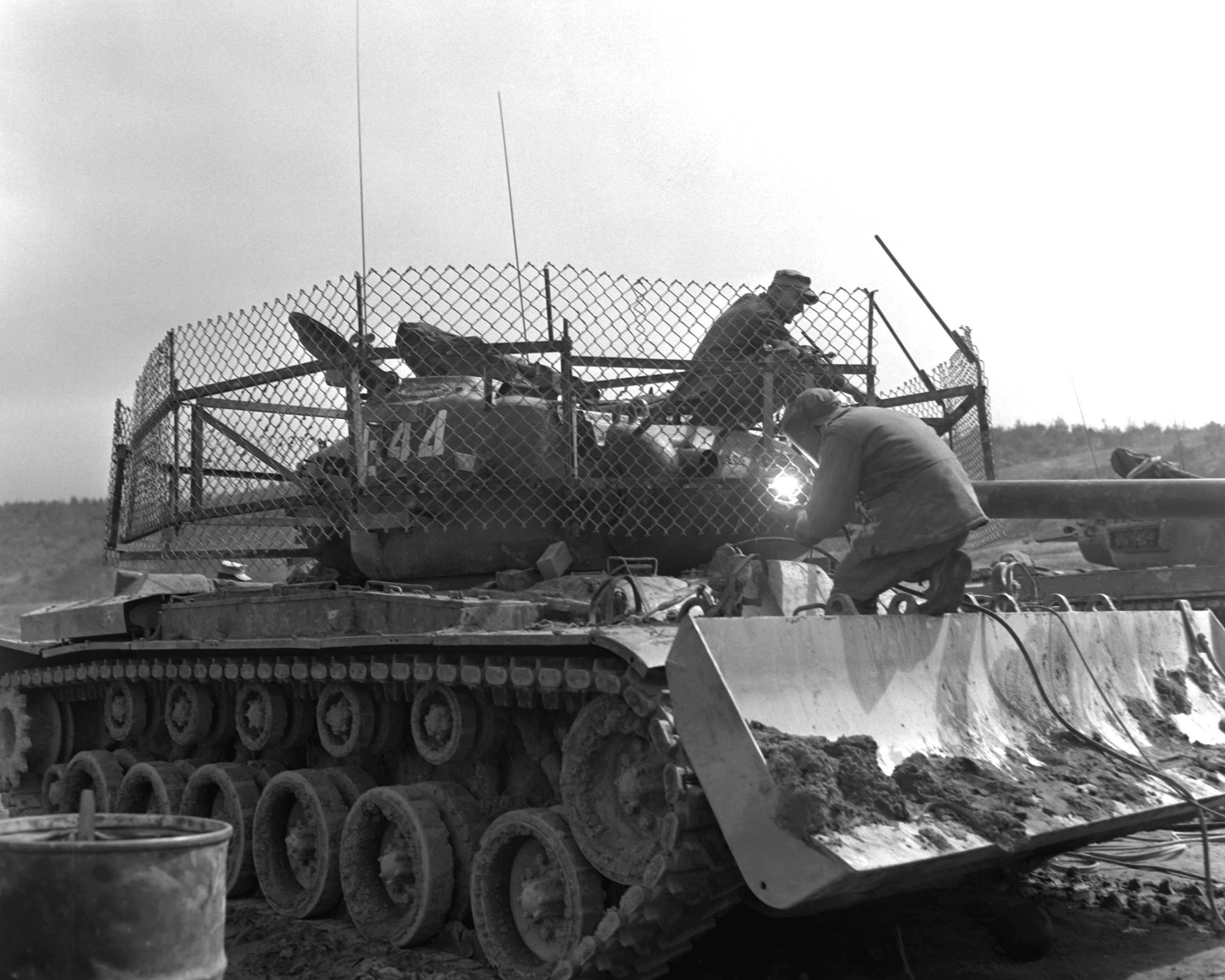
M46 с установленным бульдозерным оборудованием и изготовленным в войсках сетчатым экраном для защиты от РПГ. Корея, 1953 год

С принятием на вооружение M46, для него было разработано навесное бульдозерное оборудование M3, созданное по образцу комплектов M1 и M2, устанавливавшихся на танке M4. Комплект M3 монтировался на лобовой детали корпуса, при этом некоторые из его механизмов размещались внутри танка на месте части боекомплекта. Оборудованные таким образом M46 применялись как инженерными подразделениями, так и регулярными частями, для расчистки проходов для войск под огнём противника и порой — для отрытия укрытий для танков.
Специальное оборудование для преодоления глубоких водных преград, получившее в США развитие в годы Второй мировой войны, для M46 не разрабатывалось. Вместе с тем, такое оборудование было ранее разработано для M26 и считалось пригодным для переделки под M46. Для преодоления сравнительно глубокого брода, моторно-трансмиссионное отделение герметизировалось, а на его крыше устанавливались три коробчатых воздухозаборника: для притока воздуха, для отвода воздуха системой охлаждения и для выхлопа двигателя. Для преодоления более глубоких преград, прежде всего при морском десантировании, танку могла придаваться плавучесть при помощи понтона T8, состоявшего из четырёх частей и могущего сбрасываться изнутри танка. Передвижение на воде осуществлялось за счёт перемотки гусениц, а управление — при помощи двух рулей. Общая длина установленного понтона составляла 19,8 метров, а ширина — 4,9 метра.
С 1950 года для M46 разрабатывался минный трал плугового типа, разрабатывавшийся в качестве альтернативы серийному цепному, чья эффективность считалась недостаточной. Минный трал состоял из массивного плуга, толкавшегося сцепкой из четырёх или пяти M46 и был рассчитан на расчистку в минном поле прохода шириной 4,27 метра и на глубину до 90 сантиметров. Скорость продвижения такой конструкции не превышала 3—5 км/ч. Первый образец трала прошёл испытания в 1951 году, а второй, доработанный, образец — в январе — июле 1952 года. Хотя на испытаниях второй вариант трала показал в целом соответствие заявленным возможностям, 13 августа 1953 года работы по нему были прекращены из-за избыточной сложности и веса конструкции, затруднявших его применение.

## Машины на базе M46

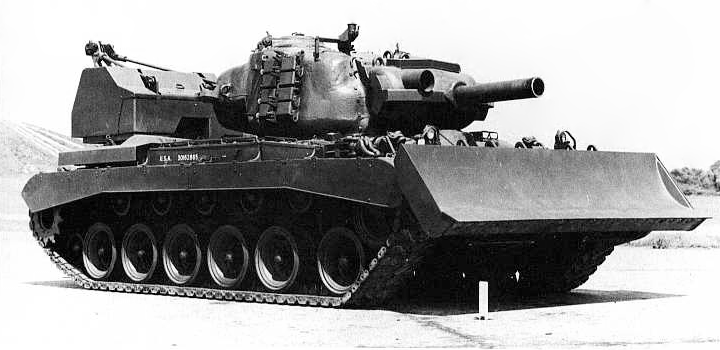
Прототип T39 на Абердинском полигоне

M46 послужил базой для некоторых специализированных машин, но в целом, вследствие сравнительно недолгого периода, в течение которого танк считался перспективным, ни одна из них не вышла за стадию опытного образца, а признанные удачными проекты были переведены на шасси новых танков M47 и M48.
Программа создания новой средней самоходной артиллерии, начатая вскоре после окончания Второй мировой войны, также использовала легкобронированное шасси, базировавшееся на узлах M26/M46. Однако прототипы двух САУ были изготовлены только к 1952 году, когда в производство поступил уже M47. САУ имела компоновку с лобовым расположением моторно-трансмиссионного отделения и размещением совмещённого отделения управления и боевого отделения в поворотной рубке с ограниченными до ±30° углами горизонтальной наводки. Были созданы два варианта САУ, M53 и M55, различавшиеся лишь типом орудия — соответственно, 155-мм пушкой M46 или 203-мм гаубицей M47. Малосерийное производство обеих САУ было начато в августе 1952 года и продолжалось до апреля 1955 года. Оба орудия и боеукладки для них были полностью взаимозаменяемы и с 1956 года большинство M53 были перевооружены в M55.
Бронированная инженерная машина T39 (англ. Engineer Armored Vehicle T39) предназначалась для вооружения инженерных подразделений и обеспечения выполнения ими своих задач в бою, под огнём противника. Работа над T39, первоначально на шасси M26, началась 12 февраля 1946 года, а 21 января 1949 года, в связи с принятием на вооружение M46, была переведена на его шасси. Два прототипа T39 были завершены на Детройтском арсенале в июне и июле 1951 года и прошли испытания на Абердинском полигоне. T39 имела сокращённый до четырёх человек, за счёт ликвидации помощника водителя, экипаж и в целом сохраняла корпус и башню базового танка, но в левом борту башни была устроена дверь для ускорения посадки и высадки экипажа при выполнении им инженерных задач. Место 90-мм орудия в башне заняла 165-мм низкобаллистическая инженерная пушка T156, предназначавшаяся для разрушения укреплений и препятствий, а также иных сооружений и техники, на расстоянии до 900 метров. В танке размещались 26 бронебойно-фугасных 165-мм выстрелов, содержавших 15,86 кг пластичного ВВ, а в освободившемся пространстве в правой части отделения управления перевозились инженерные заряды ВВ. Инженерная машина оснащалась бульдозерным оборудованием и кормовой кран-лебёдкой. Масса машины составила 47 тонн. В 1952 году M46 ещё рассматривался в качестве возможной базы для инженерной машины, но по итогам рассмотрения всех вариантов, для дальнейших работ было выбрано шасси танка M47.
В состав оборудования бронированной инженерной машины по первоначальному плану должен был входить раскладной мост, но проработка проекта показала нецелесообразность такого решения и в 1949 году была начата разработка отдельного мостоукладчика на шасси M46, под обозначением AVLB (англ. Armored Vehicle Launched Bridge). Мостоукладчик не имел башни и нёс 60-футовый мост, раскладывавшийся по схеме «ножницы» при помощи гидравлического механизма. Прототип AVLB был построен и в 1953 году успешно прошёл испытания, однако к тому времени M46 уже не рассматривался в качестве перспективного и работы по мостоукладчикам были перенесены на шасси M48.

## Использовался
- США — сняты с вооружения в 1957 году[49].
- Бельгия — 8 M46A1, использовавшихся в 1950-е годы в качестве учебных[3].

## Эксплуатация и боевое применение

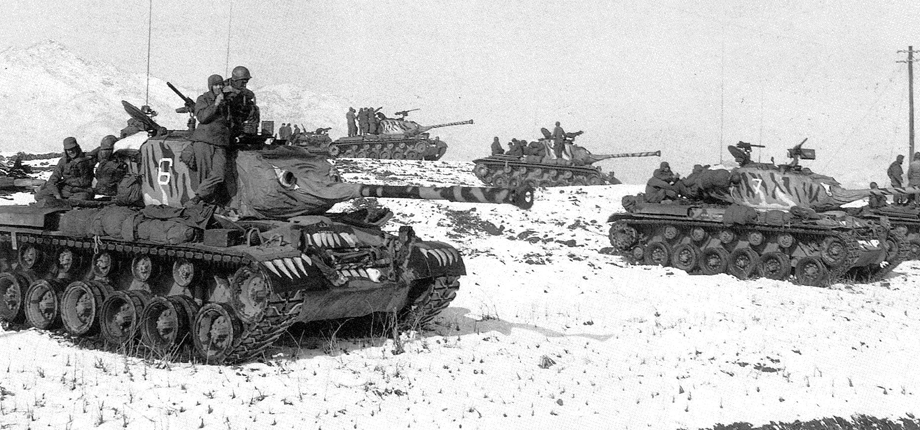
M46 6-го танкового батальона с «тигровой» окраской. Корея, 7 марта 1951 года

Единственным вооружённым конфликтом, в котором использовались M46, стала Корейская война. Среди первых бронетанковых подразделений, в срочном порядке переброшенных в Корею для отражения северокорейского наступления, был 6-й средний танковый батальон Армии США, на момент отправки вооружённый танками M46 и M26. 7 августа 6-й батальон прибыл в южнокорейский Пусан и был придан непосредственно 8-й армии. Первоначально 6-й танковый батальон, как и три других прибывших в Корею средних танковых батальона, использовался для поддержки пехоты в районе Пусанского периметра, но в отличие от остальных, с северокорейской бронетехникой в этот период не встречался. Несколько позднее в Корею прибыл также вооружённый M46 64-й танковый батальон, 13 августа 1950 года приданный 2-й пехотной дивизии.
Осенью 1950 года 6-й батальон принял участие в наступлении американо-южнокорейских войск, в ходе которого 22 октября вступил в бой с группой из восьми Т-34-85 и одной СУ-76, уничтожив их без потерь со своей стороны. 1 ноября, находясь на северном крае наступления 8-й армии, около Чхоно-донга, по разным данным, рота «A» или рота «C» батальона, вместе с пехотным батальоном 24-й пехотной дивизии, отразили атаку северокорейского пехотного батальона, поддерживаемого семью Т-34-85. С 10 ноября 1951 года батальон перешёл в подчинение 24-й пехотной дивизии. При последовавшем отступлении войск США в конце ноября — начале декабря 1950 года 6-й батальон бросил почти все свои танки на железной дороге около Пхеньяна. Хотя США заявляли о том, что брошенные танки были уничтожены авиацией, чтобы не допустить захвата противником, в ходе войны китайские войска захватили некоторое число танков неповреждёнными, и часть передали СССР для изучения. С декабря 1950 — января 1951 года батальон был полностью вооружён M46, но не уточняется, было ли это следствием перевооружения однородной материальной частью или же результатом потери всех M45.
64-й танковый батальон в этот период принимал участие в отражении китайского наступления, в том числе поддерживал 3-ю пехотную дивизию. Всего к середине января 1951 года на вооружении 8-й армии имелось 97 M46, составлявших 14 % от всего танкового парка армии. В начале 1951 года батальон принял участие в операции по захвату Сеула. 6-й батальон в марте 1951 года осуществлял поддержку пехоты 24-й дивизии в районе Янпхёна. 64-й батальон в апреле 1951 года участвовал в боях на реке Имджин. С 16 октября 1951 года батальон перешёл в подчинение 3-й пехотной дивизии.
К июню 1951 года линия фронта стабилизировалась, мобильная фаза боевых действий завершилась и в последующие два года войны обе стороны в основном вели локальные боевые действия, стремясь улучшить занимаемые позиции. В этих условиях танки чаще всего применялись в качестве мобильной артиллерии для разрушения укреплений противника (англ. «Bunker Busters») и наблюдательных постов или для стрельбы с закрытых позиций, зачастую выполняя роль неподвижных огневых точек в оборонительных позициях. Поскольку танки противником больше не применялись, отношение в войсках к различным типам танков переменилось. С одной стороны, в условиях холмистого и гористого рельефа фронтовой полосы танкисты порой предпочитали использовать более лёгкие и надёжные M4A3E8, а порой даже и лёгкие танки M24, но огневая мощь их 76,2-мм пушек считалась недостаточной для эффективной борьбы с укреплениями.

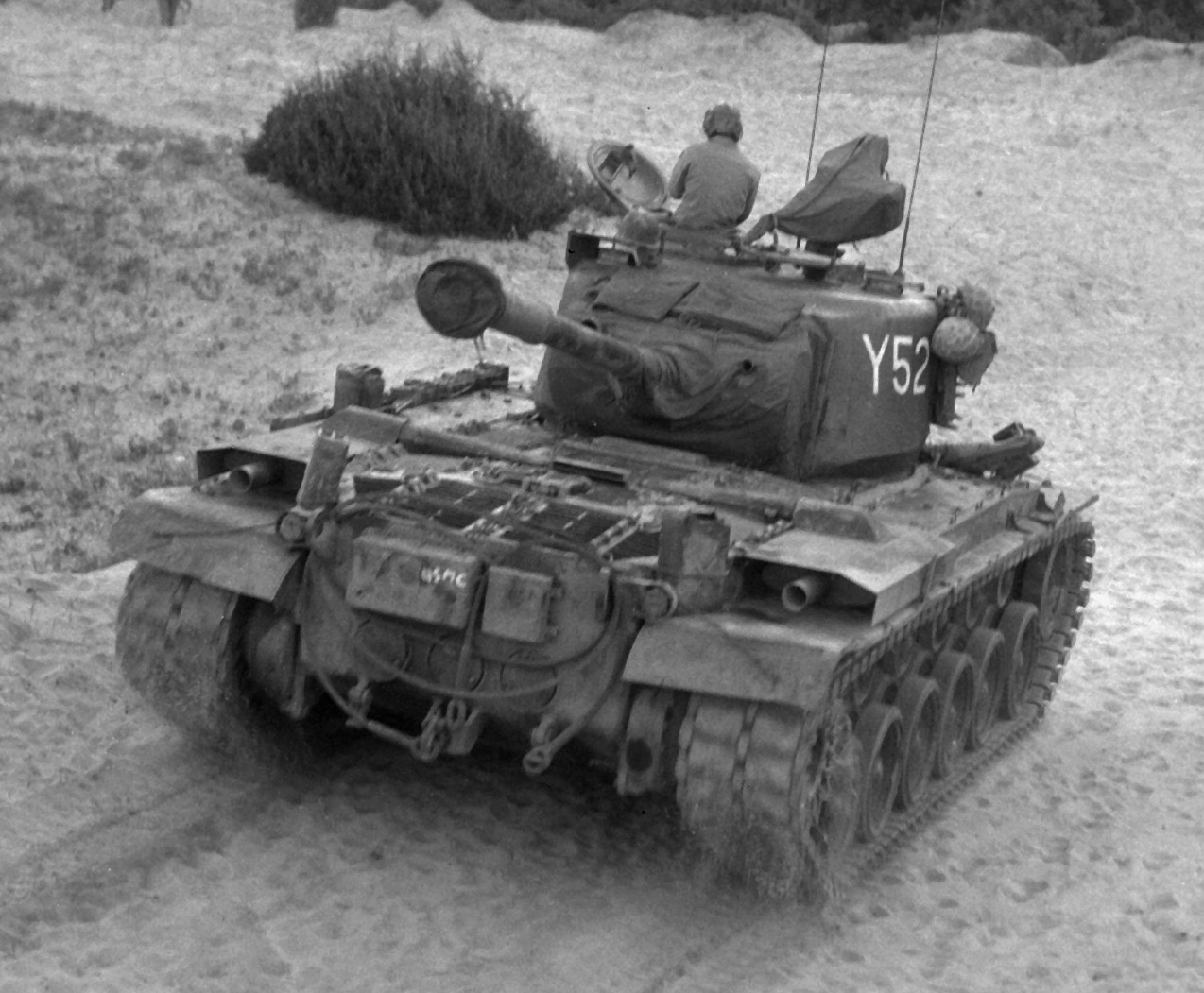
M46 1-го танкового батальона морской пехоты. Корея, 8 июля 1952 года

Основная масса M46 поступила на вооружение частей 8-й армии уже после окончания мобильной стадии войны. 72-й танковый батальон 2-й пехотной дивизии, ранее вооружённый M26 и M4A3E8, с января 1952 года был перевооружён M46. 7-й пехотной дивизии 17 сентября 1950 года, в ходе Инчхонской десантной операции, был придан вооружённый M4A3E8 и M26 73-й танковый батальон, с февраля 1951 года перевооружённый M46 и 31 октября того же года вошедший в состав дивизии. Большинство танковых рот в пехотных полках дивизий были вооружены M4A3E8, но три роты 40-й пехотной дивизии с октября 1951 года были перевооружены M46. Кроме этого в дивизии имелся 140-й танковый батальон, также вооружённый M46. Помимо подразделений армии, M46 был после кампании весны 1951 года перевооружён 1-й танковый батальон морской пехоты, ранее укомплектованный M26A1. Относительно 245-го танкового батальона 45-й пехотной дивизии одни источники говорят о том, что на протяжении всей войны батальон сохранял на вооружении M4A3E8, другие же упоминают об участии в бою 21 сентября 1952 года по меньшей мере десяти M46 в составе батальона.
По данным исследования, проведённого Министерством обороны США в 1954 году, за войну от огня северокорейской бронетехники было потеряно 8 M46 из общего числа потерь в 34 танка всех видов. В свою очередь, на счету M46, за всю войну принявших участие в 12 боях с северокорейской бронетехникой, числилось 12—19 подбитых Т-34-85.
Сначала войны и к октябрю 1950 года общие потери США составили 136 танков всех типов, из которых около 70 % пришлось на противотанковые мины. Только в боях за Кимчхон в сентябре 1950 года 6-й батальон потерял 10 M46. Кроме того, при отступлении американо-южнокорейских войск в конце ноября — начале декабря 1950 года батальон бросил почти все свои танки, то есть несколько десятков. А всего с начала войны и к 21 января 1951 года американцы потеряли в Корее 87 танков M46 Patton, в ходе войны китайские войска захватили некоторое число танков неповреждёнными, и часть передали СССР для изучения. Потери после 21 января неизвестны.
Помимо Кореи, M46 прежде всего поступали на вооружение войск США, дислоцированных в ФРГ. После Корейской войны, с появлением новых средних танков M47 и M48, сменивших их, M46 постепенно начали выводиться из состава боевых частей и передаваться подразделениям Национальной гвардии и в резерв. M46 и M46A1 были переведены в разряд устаревших протоколом Комитета вооружений № 36468 от 14 февраля 1957 года, вместе с M4A3. Вместе с тем протокол предписывал, что уже вооружённые M46 части в Корее будут продолжать использовать танк. Снабжение объявленной устаревшей техники в обычных случаях прекращалось, но протокол предусматривал также, что запасные части, достаточные для поддержания танков в Корее в течение как минимум пяти лет, будут храниться в Корее или Японии. К началу 1960-х годов последние M46 были списаны и пущены на слом и переданы армейским учебным центрам для использования в качестве пособий или мишеней на стрелковых полигонах.
Союзникам США по НАТО, в рамках послевоенной программы по созданию их бронетанковых сил, M46 поставлялись лишь в незначительных количествах, из-за приоритета, отводимого собственным войскам после начала Корейской войны. В этой ситуации основу поставок составили M4, немногочисленные M46 же передавались прежде всего ознакомления с танками нового типа в преддверии начала поставок M47. Лишь Бельгия в 1952 году получила 8 M46A1, использовавшихся для переподготовки экипажей в танковом учебном центре в Леопольдсбурге.

## Оценка проекта
M46, созданный в качестве временного в условиях жёстких финансовых ограничений, явился для Армии США возможностью получить более совершенный средний танк при сравнительно малых затратах, хотя такая частичная модернизация и привела к продолжению в нём многих из недостатков предшественника. M46 производился в малых по меркам США количествах и уже вскоре был вытеснен в войсках более совершенным M47. Вместе с тем, впервые применённая в серийном производстве и отработанная на M46 силовая установка легла в основу всех серийных средних и основных боевых танков, производившихся в США на протяжении последующих трёх десятилетий. Следующий средний танк, M47, был создан на модифицированном шасси M46 путём установки новой башни от опытного танка T42, а последующие M48 и M60 использовали модернизированную силовую установку и элементы ходовой части M46. Кроме того, M46 стал первым танком с орудием, оснащённым эжектором пороховых газов. По некоторым данным, именно после изучения в СССР захваченных в Корейской войне M46 началось введение эжекторов на советских танках.

### Конструктивные особенности

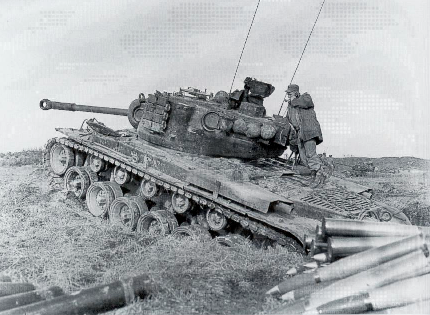
M46 1-го танкового батальона морской пехоты, ожидающий указаний на огневой позиции. На переднем плане — сложенный рядом с танком дополнительный запас осколочно-фугасных выстрелов для продолжительного огня. Корея, декабрь 1952 года

Основным нововведением в конструкции M46 стала его силовая установка. Двигатель AV-1790 превосходил по мощности все ранее устанавливавшиеся на крупносерийных танках и позволил в полтора раза повысить энерговооружённость M46 по сравнению с M26. Гидромеханическая трансмиссия CD-850, по сравнению с традиционными механическими, значительно упрощала управление танком, снижала нагрузку на водителя и повышала плавность хода по слабым грунтам. Кроме этого новая трансмиссия повышала маневренность танка, в том числе за счёт возможности разворота на месте перемоткой гусениц в разные стороны. С другой стороны, недостатком гидромеханической трансмиссии был её меньший, по сравнению с механическими, КПД, частично нивелировавший преимущество в мощности двигателя, кроме этого она серьёзно затрудняла эвакуацию повреждённого танка, мешая буксировке. Механики-водители в Корее сообщали о значительно большем удобстве управления M46 по сравнению с M4, хотя и отмечали, что трансмиссия первого требовала более бережного обращения. Отрицательными сторонами применения на M46 бензинового двигателя, по сравнению с получившими повсеместное распространение в советском танкостроении и постепенно внедрявшимися в других странах дизельными, являлись его более высокое потребление топлива и бо́льшая пожароопасность бензина, серьёзно снижавшая живучесть танка.
Новая силовая установка до начала серийного выпуска M46 уже испытывалась на опытных тяжёлых танках и дорабатывалась с учётом выявленных многочисленных проблем с трансмиссией. Однако испытания силовой установки на переоборудованном M26 всё ещё показывали низкую надёжность двигателя и трансмиссии, дополнительно усугублённую более плотной компоновкой моторно-трансмиссионного отделения на среднем танке. Несмотря на продолжавшуюся доработку, даже на серийных M46 надёжность силовой установки считалась низкой, настолько, что в ходе Корейской войны танкисты порой предпочитали использовать M4A3E8, хотя и значительно уступавшие новому танку по большинству характеристик, но более надёжные. Кроме этого, значительные габариты двигателя и плотная компоновка моторно-трансмиссионного отделения затрудняли техническое обслуживание — для проведения рядовых операций, таких как промывка топливных фильтров, обслуживания генератора или смены топливного насоса, требовалось извлекать весь блок двигателя и трансмиссии.
Классическая компоновка, в сочетании с мощным двигателем сравнительно больших размеров, расположенным вдоль продольной оси танка, обусловила и увеличенные размеры моторно-трансмиссионного отделения (МТО), занимавшего около половины длины корпуса. С другой стороны, такое решение позволило разместить в МТО топливные баки, вынеся их из обитаемых отделений и в реже поражаемую в бою часть корпуса, хотя частично преимущества этого нивелировались более тонкой бортовой бронёй МТО, вплотную к которой по всей высоте борта располагались топливные баки, заполненные бензином и его парами. Кроме того, такое решение привело к очень плотной компоновке моторно-трансмиссионного отделения, что приносило свои проблемы, в то время как объём отделения управления был использован сравнительно мало. Размещение основной части боекомплекта в ящиках на полу боевого отделения несколько увеличивало живучесть танка за счёт размещения боеукладки в менее поражаемой в бою области, но затрудняло доступ к выстрелам, особенно на ходу, увеличивало высоту танка и препятствовало введению полика башни, что также отрицательно сказывалось на скорости заряжания на ходу. Максимальная скорострельность пушки M3A1, по американским данным, составляла до 8 выстрелов в минуту По данным советских испытаний, реальная практическая скорострельность M46, особенно при продолжительной стрельбе, находилась на уровне Т-54 — около четырёх выстрелов в минуту. Дополнительным фактором, ещё более снижавшим реальную скорострельность при прицельной стрельбе, являлось наличие на M3A1 дульного тормоза, при каждом выстреле поднимавшего облако пыли или снега, закрывая обзор и демаскируя танк.
Хотя в броневой защите M46 были применены рациональные углы наклона лобовой детали корпуса, в целом её уровень по меркам начала 1950-х годов оценивался как довольно архаичный. При этом даже угол наклона верхней лобовой детали по послевоенным меркам был недостаточен и не обеспечивал резкого возрастания эффективности против бронебойных снарядов, характерного для брони с бо́льшим наклоном, а лобовое бронирование башни было значительно более слабым. Кроме того, защищённость лобовой проекции M46 снижалась наличием многочисленных ослабленных зон, в лобовой детали — кожуха вентилятора боевого отделения и бронировки курсового пулемёта, в башне — участка под маской орудия, причём последняя при попадании снаряда могла давать рикошет в тонкую крышу боевого отделения. Отличительной чертой конструкции броневого корпуса и башни M46, а также общего направления развития танкостроения США, являлось широкое применение литых деталей, с тенденцией к укрупнению отдельных деталей. Броневое литьё позволяло получать цельные детали сложной формы, такие как лобовая деталь корпуса или башня M46, при этом изготовление корпуса выходило более технологичным по сравнению с собиравшимся из катаных бронелистов. Кроме этого литьё позволяло применять плавную дифференциацию толщин брони в пределах одной детали, но эта особенность была использована лишь на последующих моделях танков. Отрицательной стороной применявшейся на M46 литой брони являлась меньшая противоснарядная стойкость — предел прочности и ударная вязкость для неё были почти на треть меньше, чем для советской катаной брони средней твёрдости. Также американская литая броня была дороже по сравнению с американской катаной равной прочности, так как для уравнивания механических свойств в литую броню вводился повышенный процент легирующих добавок, прежде всего никеля. Высокую оценку со стороны советских специалистов получила технология сварки броневого корпуса и башни M46, при помощи которой удавалось добиться почти равной прочности наплавленного металла сварного шва по сравнению с основным металлом деталей.

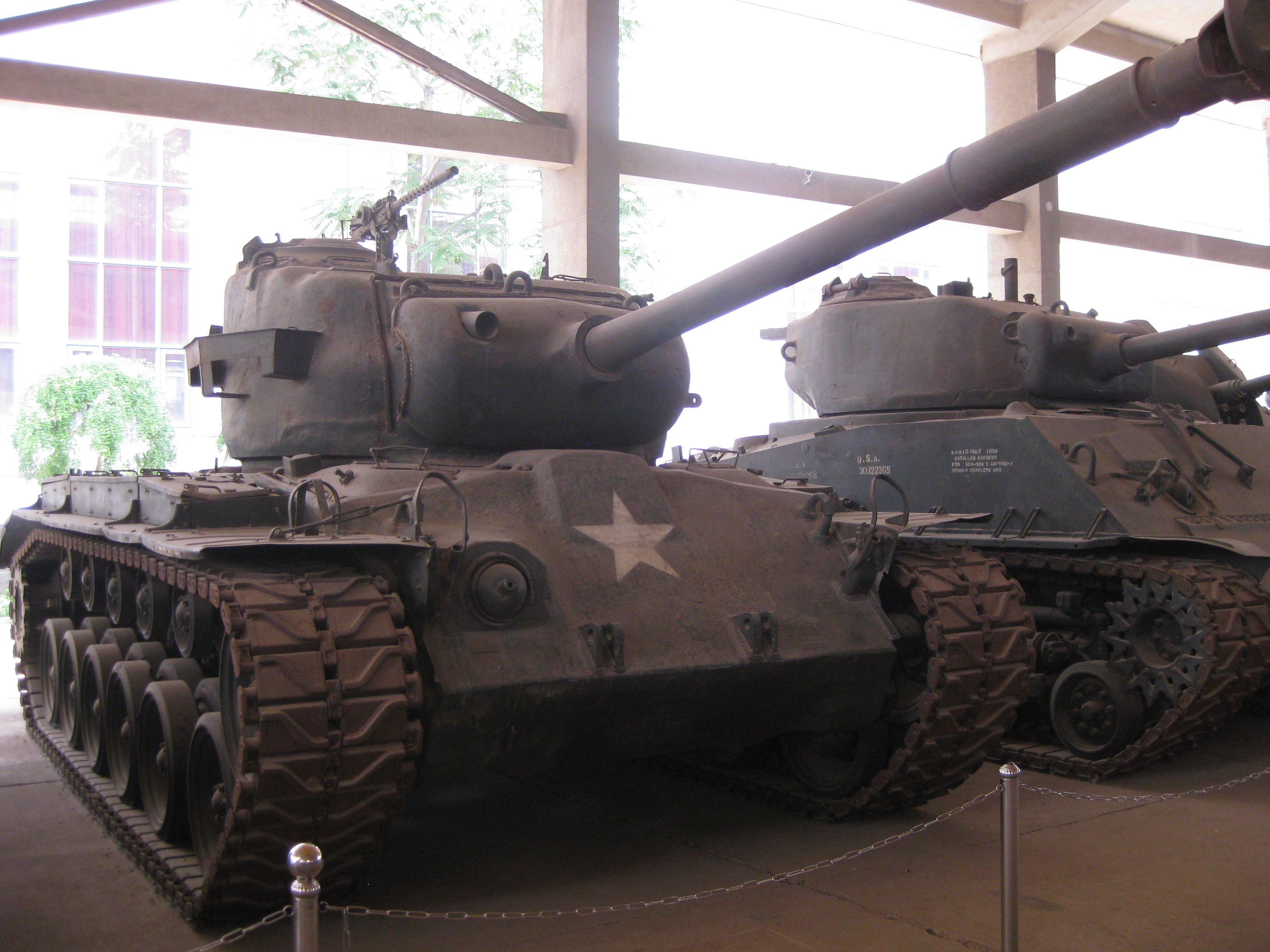
Трофейный американский M46 в военном музее в Китае

Система управления огнём (СУО) на M46 осталась на уровне Второй мировой войны, хотя и отличалась высоким для серийных танков своего времени совершенством. Перископический прицел M10F сочетал в себе высокое увеличение со встроенным смотровым прибором однократного увеличения для обзора местности, поиска целей и стрельбы на ближних дистанциях, а также отличался удачной конструкцией быстро заменяемой при повреждениях головки. Недостатками M10F являлись отсутствие шкал для спаренного пулемёта и наличие шкалы только для калиберного бронебойного снаряда — в теории, для стрельбы другими типами снарядов должна была использоваться переводная таблица поправок, что в бою было трудноосуществимо. Меньшая точность, свойственная всем перископическим прицелам того времени из-за погрешностей, вносимых механизмом связи с орудием, компенсировалась дублирующим телескопическим прицелом, но последний имел худшие характеристики. По результатам исследования, проведённого в США после Корейской войны, точность огня по танкам для M26, имевшего аналогичную СУО, на дистанциях до 318 метров составляла 85 % для подкалиберных и незначительно ниже для калиберных бронебойных снарядах, а на дистанциях 318—1044 метров — 69 % для подкалиберных и 46 % для калиберных снарядов. Максимальная дальность успешного выстрела для M26 составила 3000 метров. Высокую оценку со стороны советских специалистов получала и система командирского целеуказания на танках США. Наличие на танке азимутального указателя позволяло использовать M46 в роли САУ для стрельбы с закрытых позиций, чему способствовал и сравнительно большой боекомплект пушки. Гидравлический механизм поворота башни обеспечивал сравнительно высокую максимальную скорость горизонтального наведения, но отличался и меньшей надёжностью, а также снижением эффективности при низких температурах. Кроме того, гидравлические механизмы серьёзно снижали живучесть танка — повреждение находившихся под высоким давлением систем приводило к выбросу струи или аэрозоля нагретой рабочей жидкости, причинявшей травмы или ожоги экипажу. Кроме того, жидкость, особенно при образовании аэрозоля, была легковоспламеняемой и в некоторых случаях даже взрывоопасной. По советским данным, гидравлические приводы также отличались низкой устойчивостью к боевым повреждениям и могли выходить из строя даже от ударной волны при попадании снаряда, даже без пробития брони.
Комплекс приборов наблюдения M46 находился на уровне своего времени — командирская башенка с приборами кругового обзора и поворотной перископической панорамой и перископические приборы однократного увеличения у остальных членов экипажа. Основной особенностью M46 являлась конструкция смотровых приборов командирской башенки в виде защищённых триплексными стеклоблоками окошек, обеспечивавшая несколько лучшие, по сравнению с более распространёнными перископическими приборами, видимость и угол обзора. Однако даже многослойный стеклоблок обеспечивал низкую защиту для командира и в силу своих размеров легче выводился из строя огнём противника, особенно при обстреле танка сверху. Кроме того, применение таких смотровых приборов увеличивало высоту командирской башенки, что в сочетании с её более тонкой бронёй подвергало командира большей опасности при обстреле. Преимуществами M46 являлись сравнительно высокие характеристики устанавливавшихся на нём радиостанций, а также наличие бензинового зарядного агрегата, позволявшего использовать радиосвязь и электрический механизм поворота башни без включения основного двигателя или при выходе его из строя, невзирая на заряд аккумуляторов. M46 стал также первым танком, орудие которого оснащалось эжектором, за счёт снижения загазованности боевого отделения при интенсивной стрельбе улучшавшим условия работы экипажа и их эффективность в бою.

### Огневая мощь, защищённость и подвижность
M46, как и другие послевоенные танки, имел универсальное вооружение, позволявшее ему бороться как с бронетехникой, так и с небронированными целями. 90-мм пушка M3A1, устанавливавшаяся на M46, по дульной мощности, составлявшей 401 тс·м, существенно уступала вооружению других средних танков одного поколения — 83,8-мм британской пушке 20 pounder (532 тс·м) и советской 100-мм Д-10 (648 тс·м). Бронепробиваемость калиберного 90-мм снаряда позволяла ему пробивать лобовую броню средних танков времён Второй мировой войны, таких как Т-34-85, на дистанциях порядка 2000 метров. Несколько меньшей была дальность поражения тяжёлого танка ИС-2. Значительно меньшей была эффективность M3A1 против машин нового поколения. Против лобовой брони Т-54 обр. 1949 г. калиберные снаряды были совершенно неэффективны, подкалиберными же можно было добиться пробития лишь на малой дистанции и только при попадании в районе маски орудия, где угол встречи с бронёй был близок к нормали. Ещё более мощной лобовой и бортовой защитой обладали тяжёлые танки ИС-3 и ИС-4. Невращающийся кумулятивный снаряд, позволивший сгладить остроту проблемы недостаточной бронепробиваемости 90-мм пушек, появился лишь во второй половине 1950-х годов, когда M46 уже снимался с вооружения.
Сравнительно невысокой была защищённость M46 от противотанковых средств вероятного противника. Наиболее опасными для танка являлись советские 100-мм орудия, противотанковое БС-3 и танковое Д-10. По данным советских испытаний, 100-мм тупоголовый снаряд обеспечивал кондиционное поражение наиболее снарядостойкой верхней лобовой детали M46 на дистанции менее 1100 метров. Предел тыльной прочности (ПТП) для верхней лобовой детали составлял 2600 метров, для нижней детали он колебался от 2150 метров для участков с наибольшим наклоном до 4000 метров для участков с наименьшим. Менее защищённый лоб башни на испытаниях не обстреливался, но табличная бронепробиваемость 100-мм снаряда Б-412Б была достаточной для его пробития на предельных реальных дистанциях боя в 1500—2000 метров. Близкие возможности имела и 122-мм танковая пушка Д-25Т.
Более сложна ситуация с орудиями средних калибров — 85-мм, дивизионным Д-44 и танковыми С-53 и Д-5С и 57-мм противотанковым ЗИС-2. По данным испытаний обстрелом, сквозное пробитие лобовой брони корпуса 85-мм тупоголовым снарядом не достигалось вовсе, при этом для верхней детали ПТП составлял лишь 100 метров, а для нижней — от 400 до 900 метров. Вместе с тем, в Корейской войне был отмечен случай сквозного пробития верхней лобовой детали M46 при попадании в основание буксировочной петли, сыгравшее роль ловушки для снаряда. 57-мм пушка лобовую броню также не пробивала и дистанция ПТП для неё была ещё ниже. Лоб башни этими орудиями тоже не обстреливался. По таблицам стрельбы 85-мм орудий, максимальная дистанция, с которой лоб башни мог быть пробит калиберным снарядом, не превышала 300 метров, для подкалиберного БР-365П этот показатель был значительно выше — около 800 метров. ЗИС-2 по таблицам стрельбы имела близкие к 85-мм пушке возможности, несколько уступая в эффективной дальности подкалиберного снаряда
.
Более эффективной для орудий среднего калибра была стрельба по бортам. По данным испытаний обстрелом, при курсовом угле 45° 76-мм участок борта пробивался 85-мм орудием с 400 метров при ПТП 1100 метров, а 51-мм участок — с 1700 метров. При курсовом угле 30° пробивался лишь 51-мм участок, с 200 метров при ПТП 550 метров. 57-мм пушка при острых курсовых углах была в целом менее эффективна, но при угле 45° пробивала 51-мм участок уже с 1900 метров. При курсовых углах 60—90° борт пробивался 85-мм орудием уже с 2300—3000 метров, а 57-мм — с 1050—1300 метров для 76-мм и с 2000 метров для 51-мм участка. Устаревшая, но всё ещё массовая в Советской Армии лёгкая 45-мм противотанковая пушка М-42 в испытаниях не участвовала, но её бронепробиваемость по таблицам стрельбы была совершенно недостаточна — калиберным снарядом пробивался лишь 51-мм участок борта с дистанции порядка 500 метров при курсовом угле 90° и порядка 100 метров при 60°, подкалиберный снаряд позволял в аналогичных условиях пробивать 76-мм участок. Старые пехотные противотанковые средства, такие как противотанковые гранаты и ПТР, были малоэффективны, но ручной противотанковый гранатомёт РПГ-2, начавший поступать в войска с 1949 года, проблем с пробитием брони M46 не имел, и его эффективность ограничивалась лишь малыми дальностью и точностью стрельбы.
Таким образом, в танковой дуэли M46 обладал значительным преимуществом над Т-34-85, как за счёт соотношения вооружения и защиты, так и за счёт более эффективных наблюдательных и прицельных приборов и систем связи. Тем не менее, последний мог представлять для него опасность на близких дистанциях или имея возможность стрельбы по бортам, особенно при наличии подкалиберных снарядов. В бою же с Т-54, последний мог пробивать броню M46 на дистанциях до 1500—2000 метров, тогда как американскому танку оставалось либо вести огонь подкалиберными снарядами, количество которых в боекомплекте вдобавок, жёстко ограничивалось общей дефицитностью снарядов такого типа, в надежде попасть в сравнительно небольшой участок лба башни, либо пытаться получить тактическое преимущество для возможности стрельбы по менее защищённым бортам. Лишь отчасти это неравенство компенсировалось несколько более совершенными СУО и средствами связи M46.

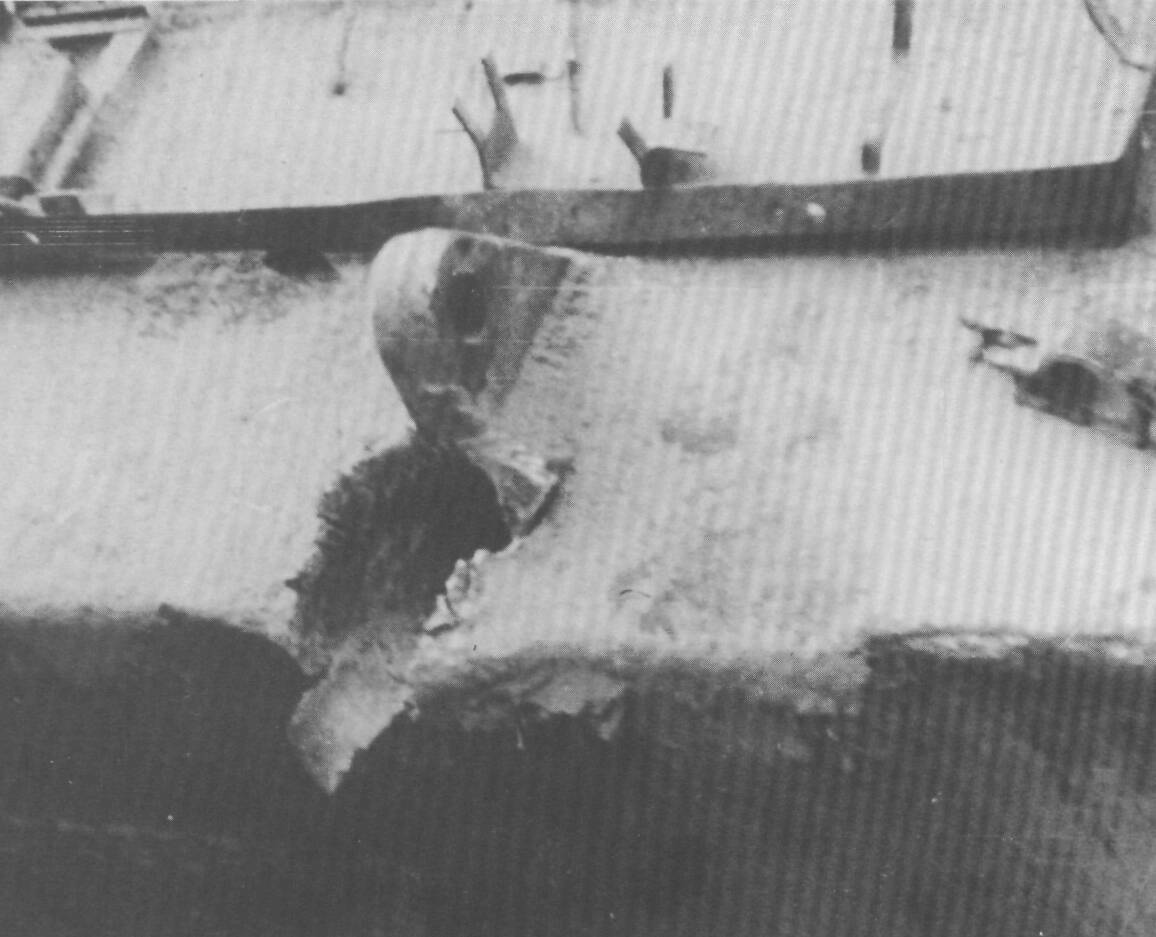
Лобовая броня корпуса M46, пробитая 85-мм снарядом, попавшим в основание буксировочной петли
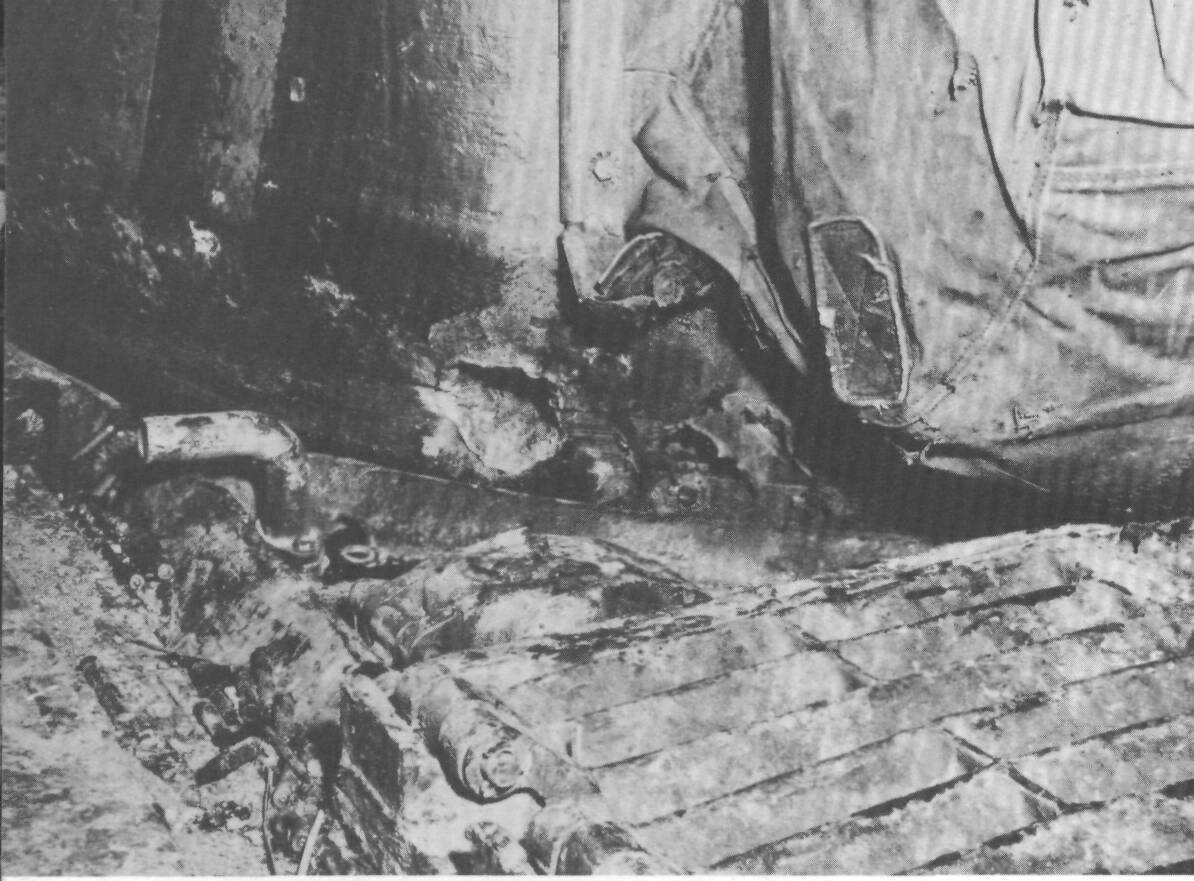
Борт башни M46, пробитый 57-мм снарядом
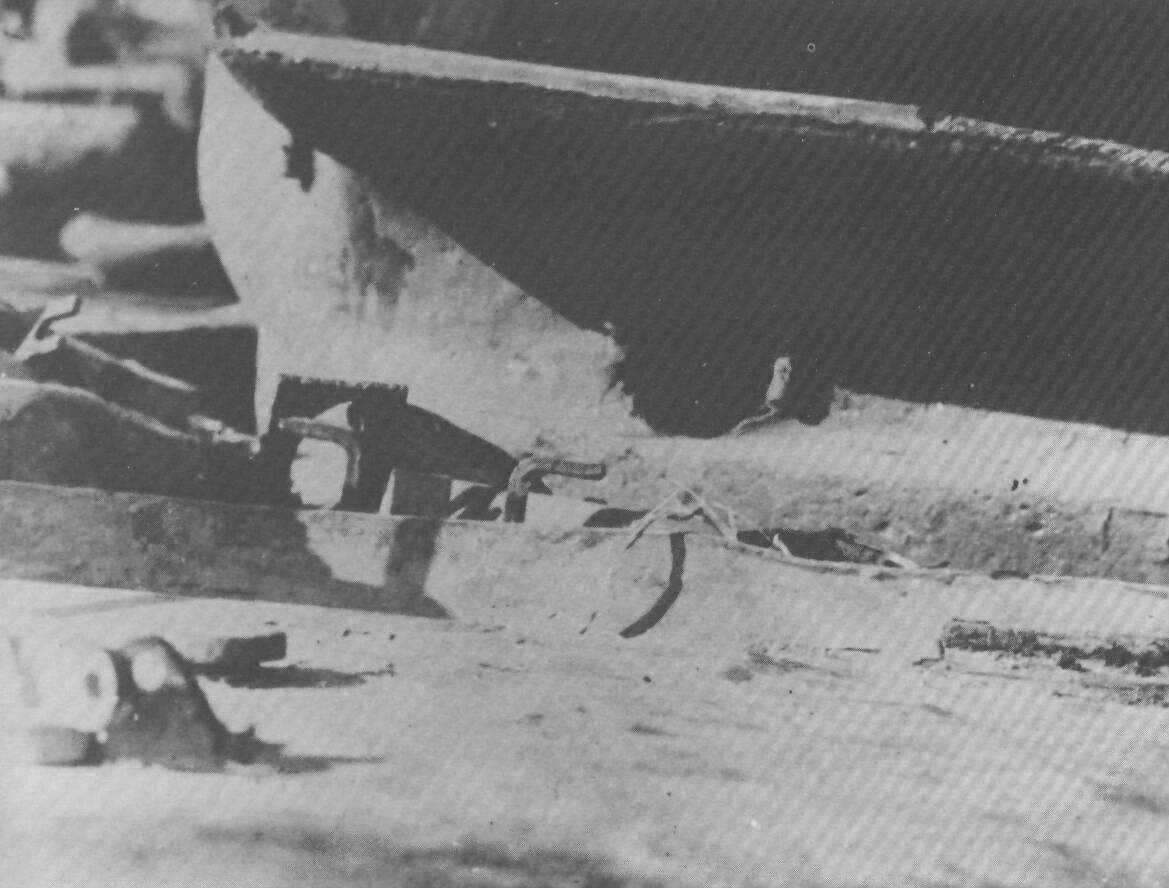
Лоб башни M26, пробитый 85-мм снарядом (маска орудия снята)

Оценка подвижности M46 несколько неоднозначна. По удельной мощности он превосходил другие танки своего поколения, хотя в значительной мере это преимущество нивелировалось низким КПД гидромеханической трансмиссии. С другой стороны, трансмиссия повышала подвижность танка на поле боя за счёт лучшей маневренности. По опыту Корейской войны отмечалось, что M46, несмотря на бо́льшую удельную мощность, чем у M4, с трудом преодолевал подъёмы. Мощный бензиновый двигатель отличался и высоким расходом топлива, в результате чего запас хода по шоссе для M46 составлял лишь, по разным данным 130 или, по советским данным, 120—145 км, даже меньше, чем у M4 времён Второй мировой войны — что в СССР считалось совершенно недостаточным для участия в маневренных операциях.
Помимо непосредственно низкого запаса хода, оперативно-тактическая и стратегическая подвижность M46 снижалась рядом факторов. Запас хода и высокое потребление топлива снижали подвижность танка также и за счёт увеличения времени на перезаправку и объёма необходимого снабжения. Масса танка ограничивала возможности передвижения даже на Европейском театре военных действий, где значительная часть автомобильных мостов была рассчитана на нагрузку до 40 тонн, особенно при применении танковых транспортёров. Ширина M46 превышала ограничения как европейских и американских, так и советских железнодорожных габаритов, что значительно затрудняло, хотя и не делало полностью невозможной их транспортировку по железной дороге.

### Сравнение с аналогами
После окончания Второй мировой войны танкостроение, помимо США, продолжило развиваться лишь в СССР, Великобритании и Франции, причём в последней в тот период сумели организовать серийное производство только лёгких бронемашин. В 1949 году, когда началось производство M46, в Великобритании выпускался разработанный на завершающем периоде войны средний танк «Центурион» в модификации Mk.3, поставленной на конвейер годом ранее. В СССР же с 1949 года производился улучшенный вариант танка Т-54, выпуск первого варианта которого начался в 1947 году.
| Сравнение основных характеристик средних танков 1949 года        |                                                                      |                                                                              |                                                   |
|                                                                  | M46                                                                  | Т-54 обр. 1949 г.                                                            | «Центурион» Mk.3                                  |
| Общие данные                                                     |                                                                      |                                                                              |                                                   |
| Экипаж                                                           | 5                                                                    | 4                                                                            | 4                                                 |
| Боевая масса, т                                                  | 43,9                                                                 | 35,5                                                                         | 50,8                                              |
| Ширина, м                                                        | 3,51                                                                 | 3,27                                                                         | 3,35                                              |
| Высота по командирской башенке, м                                | 2,79                                                                 | 2,40                                                                         | 2,89                                              |
| Вооружение                                                       |                                                                      |                                                                              |                                                   |
| Марка пушки                                                      | 90-мм M3A1                                                           | 100-мм Д-10Т                                                                 | 83,9-мм QF 20 pounder                             |
| Стабилизатор вооружения                                          | —                                                                    | —                                                                            | двухплоскостной                                   |
| Боекомплект пушки                                                | 70                                                                   | 34                                                                           | 65                                                |
| Пулемёты                                                         | 2 × 7,62-мм M1919A4, спаренный и курсовой 1 × 12,7-мм M2HB, зенитный | 2 × 7,62-мм СГМТ, спаренный и неподвижный курсовой 1 × 12,7-мм ДШК, зенитный | 1 × 7,92-мм BESA, спаренный                       |
| Бронирование                                                     |                                                                      |                                                                              |                                                   |
| Верхняя лобовая деталь корпуса                                   | 102 / 47° (150)                                                      | 100 / 60° (200)                                                              | 76 / 57° (140)                                    |
| Нижняя лобовая деталь корпуса                                    | 76 / 53° (126)                                                       | 100 / 55° (174)                                                              | 76 / 46° (109)                                    |
| Лоб башни                                                        | 102                                                                  | 108—200 / 0—60° (200—216)                                                    | 152                                               |
| Маска орудия                                                     | 114                                                                  | н/д                                                                          | 152                                               |
| Борт корпуса                                                     | 51—76                                                                | 80                                                                           | 51+6                                              |
| Борт башни                                                       | 76                                                                   | 86—160 / 0—60° (160—172)                                                     | 90                                                |
| Подвижность                                                      |                                                                      |                                                                              |                                                   |
| Тип двигателя                                                    | карбюраторный, воздушного охлаждения, 810 л. с.                      | дизельный, жидкостного охлаждения, 520 л. с.                                 | карбюраторный, жидкостного охлаждения, 600 л. с.  |
| Удельная мощность, л. с./т                                       | 18,4                                                                 | 14,6                                                                         | 11,8                                              |
| Тип подвески                                                     | индивидуальная, торсионная                                           | индивидуальная, торсионная                                                   | сблокированная попарно, пружинная типа Хорстманна |
| Максимальная скорость по шоссе и по пересечённой местности, км/ч | 48 (н/д)                                                             | 48 (20—25)                                                                   | 35 (н/д)                                          |
| Запас хода                                                       | ~130 (н/д)                                                           | 360—400 (240—260)                                                            | 100 (53)                                          |
| Удельное давление на грунт, кг/см²                               | 0,98                                                                 | 0,80                                                                         | 0,87                                              |

## Сохранившиеся экземпляры

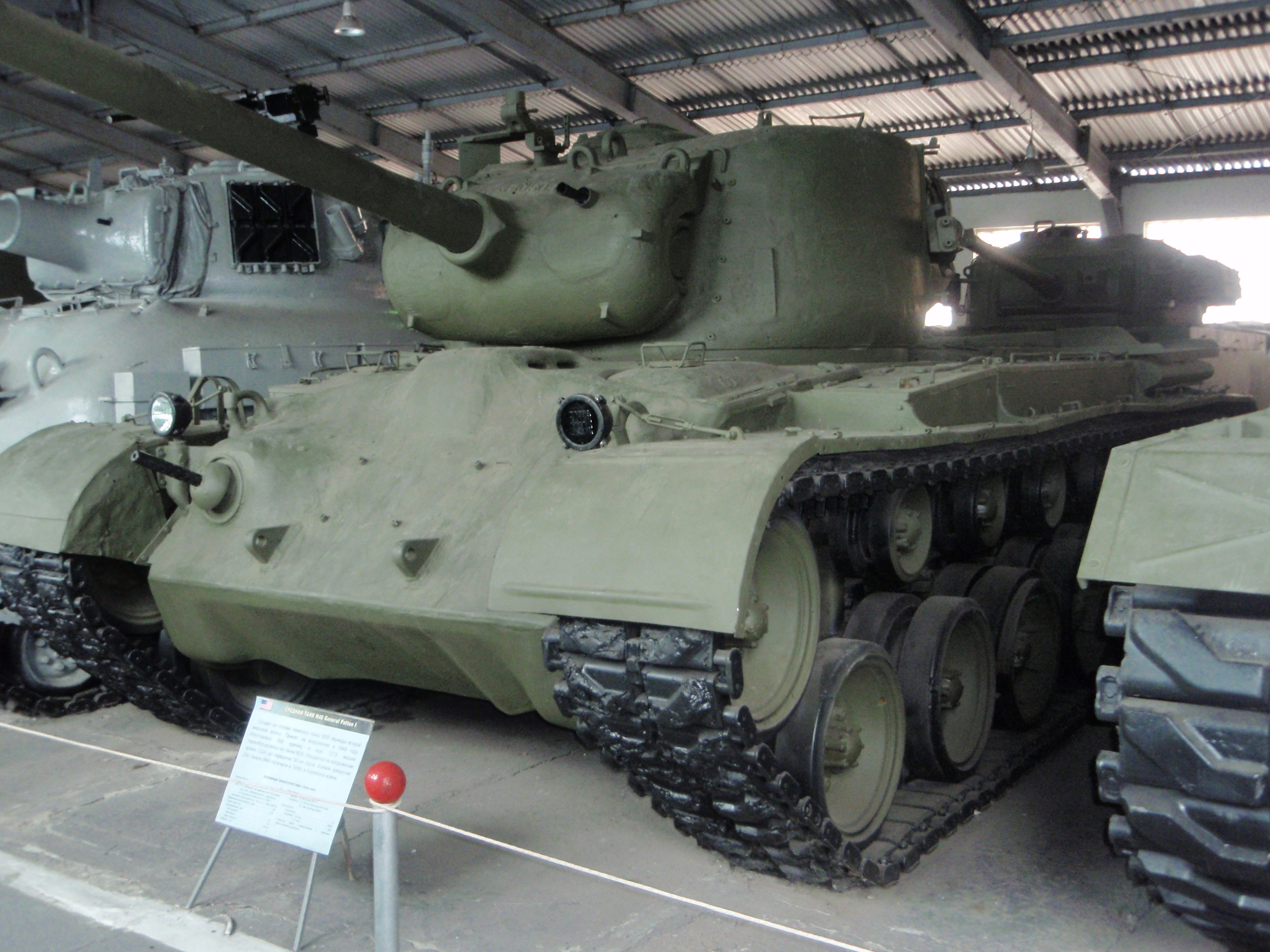
M46 «General Patton I» в Бронетанковом музее в Кубинке

Помимо США, где несколько M46 имеются в экспозициях различных музеев, некоторое количество танков сохраняется и в других странах:
- Бельгия — Королевский музей Армии в Брюсселе.
- Китай — Военный музей Китайской революции в Пекине.
- Россия — Бронетанковый музей в Кубинке.

## В массовой культуре
В играх War Thunder, World of Tanks и World of Tanks Blitz M46 представлен в ветке средних танков США IX уровня и V ранга соответственно.

### Сноски
1. ↑  Соответственно, полная и полезная мощность двигателей
2. ↑  Ранее Армия США присваивала бронетехнике только индекс. Названия же, такие как «Шерман», «Стюарт» или «Першинг», использовались лишь для поставок по программе ленд-лиза, хотя в дальнейшем они и получили широкое распространение в качестве неофициальных
3. ↑  по советской терминологии — курсового стрелка
4. ↑  Данные для выстрелов с латунными гильзами M19 массой 4,98 кг. Применялись также выстрелы со стальными гильзами M19B1 массой 4,67 кг. Для выстрелов T108E46 использовались только гильзы типа T27.
5. 1 2  59,5 % гексогена, 39,5 % тринитротолуола и 1 % флегматизатора в виде парафина
6. ↑  «Кросс-драйв» (англ. Cross drive) относится к поперечному расположению агрегатов трансмиссии
7. ↑  Число другой подбитой бронетехники — САУ СУ-76 и бронеавтомобилей БА-64 — не уточняется
8. ↑  Произведено в 1951—1953 годах 8576 единиц
9. ↑  Двигатель большей мощности ранее устанавливался лишь на выпущенном малой серией тяжёлом танке M6 — авиационный G-200, выдававший 960 л. с. полной и 825 л. с. полезной мощности
10. ↑  Полик в сочетании с укладкой снарядов в ящиках под ним был введён на M47, но практика показала крайнюю неудобность извлечения выстрелов через люк в полике, требовавшего вдобавок разворота башни на определённый угол
11. ↑  На Т-54 — 60°, на «Центурионе» — 57°
12. ↑  Распространённый метод оценки потенциальных возможностей орудия в плане бронепробиваемости
13. ↑  Не уточняется тип снаряда — БР-412Б военного образца (бронепробиваемость по нормали 150 мм на дистанции 1000 м) или же БР-412Д (185 мм на 1000 м), разработанный в конце 1940-х и принятый на вооружение в 1953 году
14. ↑  Предел, до которого тыльная сторона брони при снарядном попадании остаётся неповреждённой, после же — начинается образование вторичных осколков
15. ↑  Дальше которых предел не определялся
16. ↑  Здесь и далее при сравнении данных бронепробиваемости по таблицам стрельбы не учитываются поправки на более низкие механические свойства американской литой брони по сравнению с советской ка́таной, по которой составлялись таблицы
17. ↑  Из-за необходимости использования в них карбида вольфрама
18. ↑  Соответственно, 3,15 м, 3,13 м и 3,32 м
19. ↑  Транспортировка танков с шириной, превышающей железнодорожные габариты, возможна, но требует тщательной организации маршрута с учётом путевых сооружений, таких как тоннели, и движения на соседних путях
20. ↑  По западной классификации — основной боевой танк первого поколения, в СССР из-за значительной массы порой относился к тяжёлым.
21. ↑  В скобках указана толщина брони по ходу снаряда, для участков, имеющих значительный наклон
22. ↑  6-мм стальной противокумулятивный экран